# Lista monumentelor istorice din județul Arad

Simbol utilizat în România pentru monumentele istorice

Lista monumentelor istorice din județul Arad cuprinde monumentele istorice din județul Arad înscrise în Patrimoniul cultural național al României. Lista completă este menținută și actualizată periodic de către Ministerul Culturii, Cultelor și Patrimoniului Național din România, ultima versiune datând din 2015.

| Cod LMI                                         | Denumire | Localitate                                                | Localizare | Datare, Creatori                                                                                        | Imagine               | Erori             |
| ----------------------------------------------- | --- | --------------------------------------------------------- | --- | --- | --------------------- | ----------------- |
| AR-I-s-B-00423 (RAN: 9271.01)                   | Așezare | municipiul Arad                                           | „Ceala” 46.14681°N 21.31509°E | sec. III-V p. Chr.                                                                                      |                       | Raportează eroare |
| AR-I-s-B-00424 (RAN: 9271.02)                   | Situl arheologic de la Arad, punct „La Carieră”                                                                                        | municipiul Arad                                           | „La Carieră” | | Încarcă foto \| video | Raportează eroare |
| AR-I-m-B-00424.01 (RAN: 9271.02.03)             | Necropolă | municipiul Arad                                           | „La Carieră” | sec. III - II a. Chr., Latène                                                                           | Încarcă foto \| video | Raportează eroare |
| AR-I-m-B-00424.02 (RAN: 9271.02.02)             | Așezare | municipiul Arad                                           | „La Carieră” | Epoca bronzului                                                                                         | Încarcă foto \| video | Raportează eroare |
| AR-I-m-B-00424.03 (RAN: 9271.02.01)             | Așezare | municipiul Arad                                           | „La Carieră” | sec. III - II a. Chr.                                                                                   | Încarcă foto \| video | Raportează eroare |
| AR-I-s-B-00425 (RAN: 9271.03)                   | Așezarea daco-romană de la Arad | municipiul Arad                                           | Pe terenul Complexului de sere | sec. III-V p. Chr.                                                                                      | Încarcă foto \| video | Raportează eroare |
| AR-I-s-B-00426 (RAN: 9271.04)                   | Cetatea medievală de la Beliu, punct „La Movilă”                                                                                       | comuna Beliu                                              | „La Movilă”, la 3 km SV de localitate, între șoseaua Beliu - Bocsig și Valea Beliului | Epoca medievală timpurie                                                                                | Încarcă foto \| video | Raportează eroare |
| AR-I-m-B-00426.01 (RAN: 9271.04.02)             | Cetate de pământ | comuna Beliu                                              | „La Movilă”, la 3 km SV de localitate, între șoseaua Beliu - Bocsig și Valea Beliului | Epoca medievală timpurie                                                                                | Încarcă foto \| video | Raportează eroare |
| AR-I-m-B-00426.02                               | Movilă cu șanț de apărare | comuna Beliu                                              | „La Movilă”, la 3 km SV de localitate, între șoseaua Beliu - Bocsig și Valea Beliului | Epoca medievală timpurie                                                                                | Încarcă foto \| video | Raportează eroare |
| AR-I-s-A-00427 (RAN: 10319.01)                  | Situl arheologic de la Berindia | sat Berindia; comuna Buteni                               | „La Cetate”, Dealul Șindrioara, la S de satul Livada | | Încarcă foto \| video | Raportează eroare |
| AR-I-m-A-00427.01 (RAN: 10319.01.02)            | Așezare | sat Berindia; comuna Buteni                               | „La Cetate”, dealul Șindrioara, la S de satul Livada 46.32695°N 22.15333°E | sec. II - IV p. Chr.                                                                                    | Încarcă foto \| video | Raportează eroare |
| AR-I-m-A-00427.02 (RAN: 10319.01.01)            | Așezare fortificată | sat Berindia; comuna Buteni                               | „La Cetate”, dealul Șindrioara, la S de satul Livada 46.32695°N 22.15333°E | sec. III a. Chr.-I p. Chr., Latène, Cultura geto-dacică                                                 | Încarcă foto \| video | Raportează eroare |
| AR-I-s-A-00428 (RAN: 9912.01)                   | Situl arheologic de la Bulci | sat Bulci; comuna Bata                                    | „La Cetate”, la 500 m N de cimitir și 10 m V de malul Mureșului 46.02694°N 22.13361°E | | Încarcă foto \| video | Raportează eroare |
| AR-I-m-A-00428.01 (RAN: 9912.01.04)             | Ruinele abației benedictine | sat Bulci; comuna Bata                                    | „La Cetate”, la 500 m N de cimitir și 10 m V de malul Mureșului 46.02694°N 22.13361°E | sec. XIII-XVI                                                                                           | Încarcă foto \| video | Raportează eroare |
| AR-I-m-A-00428.02 (RAN: 9912.01.03)             | Cetate | sat Bulci; comuna Bata                                    | „La Cetate”, la 500 m N de cimitir și 10 m V de malul Mureșului 46.02694°N 22.13361°E | Epoca medievală timpurie                                                                                | Încarcă foto \| video | Raportează eroare |
| AR-I-m-A-00428.03 (RAN: 9912.01.02)             | Castru | sat Bulci; comuna Bata                                    | „La Cetate”, la 500 m N de cimitir și 10 m V de malul Mureșului 46.00635°N 22.11302°E | sec. II - IV p. Chr., Epoca romană                                                                      | Încarcă foto \| video | Raportează eroare |
| AR-I-s-B-00429 (RAN: 10480.01)                  | Zidurile Mănăstirii Eperyes | sat Chelmac; comuna Conop                                 | La 500 m NE de sat și la 300 m S de Mureș | sec. XIV - XV                                                                                           | Încarcă foto \| video | Raportează eroare |
| AR-I-s-B-00430 (RAN: 9468.01)                   | Situl arheologic de la Chișineu-Criș                                                                                                   | oraș Chișineu-Criș                                        | La 2 km V | | Încarcă foto \| video | Raportează eroare |
| AR-I-m-B-00430.01 (RAN: 9468.01.02)             | Așezare | oraș Chișineu-Criș                                        | La 2 km V | sec. X - XI                                                                                             | Încarcă foto \| video | Raportează eroare |
| AR-I-m-B-00430.02 (RAN: 9468.01.01)             | Așezare | oraș Chișineu-Criș                                        | La 2 km V | sec. III-V p. Chr.                                                                                      | Încarcă foto \| video | Raportează eroare |
| AR-I-s-B-00431 (RAN: 9413.01)                   | Așezare dacică | sat Cicir; comuna Vladimirescu                            | „La Gropi” | sec. II - III p. Chr., Latène, Cultura geto-dacică                                                      | Încarcă foto \| video | Raportează eroare |
| AR-I-s-A-00432 (RAN: 11566.01)                  | Situl arheologic de la Cladova | sat Cladova; comuna Păuliș                                | „Dealul Carierei” 46.10583°N 21.65195°E | | Încarcă foto \| video | Raportează eroare |
| AR-I-m-A-00432.01 (RAN: 11566.01.03)            | Așezare | sat Cladova; comuna Păuliș                                | „Dealul Carierei” 46.10583°N 21.65195°E | sec. XIV - XVI                                                                                          | Încarcă foto \| video | Raportează eroare |
| AR-I-m-A-00432.02 (RAN: 11566.01.07)            | Biserică | sat Cladova; comuna Păuliș                                | „Dealul Carierei” 46.10583°N 21.65195°E | sec. XIV - XVI                                                                                          | Încarcă foto \| video | Raportează eroare |
| AR-I-m-A-00432.03 (RAN: 11566.01.08)            | Fortificație de pământ | sat Cladova; comuna Păuliș                                | „Dealul Carierei” 46.10583°N 21.65195°E | sec. XII - XIII                                                                                         | Încarcă foto \| video | Raportează eroare |
| AR-I-m-A-00432.04 (RAN: 11566.01.02)            | Așezare fortificată | sat Cladova; comuna Păuliș                                | „Dealul Carierei” 46.10583°N 21.65195°E | sec. II - I a. Chr., Latène, Cultura geto-dacică                                                        | Încarcă foto \| video | Raportează eroare |
| AR-I-m-A-00432.05 (RAN: 11566.01.05)            | Așezare | sat Cladova; comuna Păuliș                                | „Dealul Carierei” 46.10583°N 21.65195°E | Paleolitic                                                                                              | Încarcă foto \| video | Raportează eroare |
| AR-I-s-B-00433 (RAN: 10462.01)                  | Situl arheologic de la Conop | sat Conop; comuna Conop                                   | „Dealul Hotărel” și „La Cotărci” | | Încarcă foto \| video | Raportează eroare |
| AR-I-m-B-00433.01 (RAN: 10462.01.02)            | Așezare | sat Conop; comuna Conop                                   | „Dealul Hotărel” și „La Cotărci” | sec. XI - XII                                                                                           | Încarcă foto \| video | Raportează eroare |
| AR-I-m-B-00433.02 (RAN: 10462.01.01)            | Așezare | sat Conop; comuna Conop                                   | „Dealul Hotărel” și „La Cotărci” | Paleolitic                                                                                              | Încarcă foto \| video | Raportează eroare |
| AR-I-s-B-00434 (RAN: 10523.01)                  | Situl arheologic de la Covăsinț | sat Covăsinț; comuna Covăsinț                             | La 350 m E de sat | | Încarcă foto \| video | Raportează eroare |
| AR-I-m-B-00434.01 (RAN: 10523.01.02)            | Așezare | sat Covăsinț; comuna Covăsinț                             | „Tornea” | Epoca medievală                                                                                         | Încarcă foto \| video | Raportează eroare |
| AR-I-m-B-00434.02 (RAN: 10523.01.01)            | Cetatea Hindec | sat Covăsinț; comuna Covăsinț                             | La 350 m E de sat | Epoca medievală                                                                                         | Încarcă foto \| video | Raportează eroare |
| AR-I-s-A-00435 (RAN: 10523.02)                  | Cetatea și așezarea medievală de la Covăsinț                                                                                           | sat Covăsinț; comuna Covăsinț                             | „Tornea” | | Încarcă foto \| video | Raportează eroare |
| AR-I-m-A-00435.01 (RAN: 10523.02.02)            | Cetatea medievală Tornea | sat Covăsinț; comuna Covăsinț                             | „Tornea” 46.32861°N 21.63222°E | sec. XIII-XIV                                                                                           | Încarcă foto \| video | Raportează eroare |
| AR-I-m-A-00435.02 (RAN: 10523.02.01)            | Așezare | sat Covăsinț; comuna Covăsinț                             | „Tornea” 46.32861°N 21.63222°E | sec. XIII-XIV                                                                                           | Încarcă foto \| video | Raportează eroare |
| AR-I-s-B-00436 (RAN: 12162.01)                  | Așezare | sat Cruceni; comuna Șagu                                  | „Movilă Teșită” (Stockbrunnen) | Hallstatt                                                                                               | Încarcă foto \| video | Raportează eroare |
| AR-I-s-A-00437 (RAN: 10836.01)                  | Situl arheologic de la Felnac | sat Felnac; comuna Felnac                                 | „Complexul porcine” | | Încarcă foto \| video | Raportează eroare |
| AR-I-m-A-00437.01 (RAN: 10836.01.03)            | Așezare | sat Felnac; comuna Felnac                                 | „Complexul porcine” 46.1275°N 21.13833°E | sec. X - XII                                                                                            | Încarcă foto \| video | Raportează eroare |
| AR-I-m-A-00437.02 (RAN: 10836.01.02)            | Așezare | sat Felnac; comuna Felnac                                 | „Complexul porcine” 46.1275°N 21.13833°E | sec. III-V p. Chr.                                                                                      | Încarcă foto \| video | Raportează eroare |
| AR-I-m-A-00437.03 (RAN: 10836.01.01)            | Așezare | sat Felnac; comuna Felnac                                 | „Complexul porcine” 46.1275°N 21.13833°E | Epoca bronzului                                                                                         | Încarcă foto \| video | Raportează eroare |
| AR-I-s-B-00438 (RAN: 9315.01)                   | Situl arheologic de la Frumușeni | sat Frumușeni; comuna Frumușeni                           | „Dosul caprei” | | Încarcă foto \| video | Raportează eroare |
| AR-I-m-B-00438.01 (RAN: 9315.01.02)             | Așezare | sat Frumușeni; comuna Frumușeni                           | „Dosul caprei” | Hallstatt                                                                                               | Încarcă foto \| video | Raportează eroare |
| AR-I-m-B-00438.02 (RAN: 9315.01.03)             | Fortificație | sat Frumușeni; comuna Frumușeni                           | „Dosul caprei” | Hallstatt                                                                                               | Încarcă foto \| video | Raportează eroare |
| AR-I-m-B-00438.03 (RAN: 9315.01.01)             | Așezare | sat Frumușeni; comuna Frumușeni                           | „Dosul caprei” | Epoca bronzului                                                                                         | Încarcă foto \| video | Raportează eroare |
| AR-I-s-A-00439 (RAN: 9315.02)                   | Așezare | sat Frumușeni; comuna Frumușeni                           | La 300 m E de localitate, pe bot de deal 46.10389°N 21.47°E | sec. XI - XII                                                                                           | Încarcă foto \| video | Raportează eroare |
| AR-I-m-A-21088                                  | Situl arheologic „Mănăstirea Bizere”                                                                                                   | comuna Frumușeni                                          | punct Fântâna Turcului 46.11161°N 21.47845°E | |                       | Raportează eroare |
| AR-I-s-B-00440 (RAN: 11067.01)                  | Biserică (ruine) | sat Hălmagiu; comuna Hălmagiu                             | La 1 km V de localitate | sec. XIV - XV                                                                                           | Încarcă foto \| video | Raportează eroare |
| AR-I-s-B-00441 (RAN: 11067.02)                  | Ruinele cetății Hălmagiu | sat Hălmagiu; comuna Hălmagiu                             | În curtea școlii | sec. XVI - XVIII                                                                                        | Încarcă foto \| video | Raportează eroare |
| AR-I-s-B-00442 (RAN: 9583.01)                   | Așezare | oraș Lipova                                               | „La Hodaie” | Neolitic, Cultura Tisa                                                                                  | Încarcă foto \| video | Raportează eroare |
| AR-I-s-B-00443 (RAN: 11405.01)                  | Situl arheologic de la Macea | sat Macea; comuna Macea                                   | În apropierea fostului sălaș „Topila” | | Încarcă foto \| video | Raportează eroare |
| AR-I-m-B-00443.01 (RAN: 11405.01.02)            | Așezare | sat Macea; comuna Macea                                   | În apropierea fostului sălaș „Topila” | Epoca bronzului                                                                                         | Încarcă foto \| video | Raportează eroare |
| AR-I-m-B-00443.02 (RAN: 11405.01.01)            | Așezare | sat Macea; comuna Macea                                   | În apropierea fostului sălaș „Topila” | Neolitic, Cultura Tisa                                                                                  | Încarcă foto \| video | Raportează eroare |
| AR-I-s-A-00444 (RAN: 11487.01)                  | Complexul de peșteri de la „Hoanca Coului”, „Izoi”                                                                                     | sat Moneasa; comuna Moneasa                               | Complexul de peșteri „Hoanca Coului”, „Izoi” | | Încarcă foto \| video | Raportează eroare |
| AR-I-m-A-00444.01 (RAN: 11487.01.02)            | Așezări | sat Moneasa; comuna Moneasa                               | Complexul de peșteri „Hoanca Coului”, „Izoi” 46.45611°N 22.25333°E | Neolitic                                                                                                | Încarcă foto \| video | Raportează eroare |
| AR-I-m-A-00444.02 (RAN: 11487.01.01)            | Așezări | sat Moneasa; comuna Moneasa                               | Complexul de peșteri „Hoanca Coului”, „Izoi” 46.45611°N 22.25333°E | Paleolitic                                                                                              | Încarcă foto \| video | Raportează eroare |
| AR-I-s-B-00445 (RAN: 11968.01)                  | Situl arheologic de la Munar | sat Munar; comuna Secusigiu                               | „Viile Bezdin” | | Încarcă foto \| video | Raportează eroare |
| AR-I-m-B-00445.01                               | Așezare | sat Munar; comuna Secusigiu                               | „Viile Bezdin” | Hallstatt                                                                                               | Încarcă foto \| video | Raportează eroare |
| AR-I-m-B-00445.02 (RAN: 11968.01.03)            | Fortificație | sat Munar; comuna Secusigiu                               | „Viile Bezdin” | Hallstatt                                                                                               | Încarcă foto \| video | Raportează eroare |
| AR-I-m-B-00445.03                               | Așezare | sat Munar; comuna Secusigiu                               | „Viile Bezdin” | Epoca bronzului                                                                                         | Încarcă foto \| video | Raportează eroare |
| AR-I-s-B-00446 (RAN: 11548.01)                  | Situl arheologic de la Păuliș | sat Păuliș; comuna Păuliș                                 | Pe platoul de deal din N localității, în zona cuprinsă între sediile poliției și fostului IAS Baratca | | Încarcă foto \| video | Raportează eroare |
| AR-I-m-B-00446.01 (RAN: 11548.01.02)            | Așezare | sat Păuliș; comuna Păuliș                                 | Pe platoul de deal din N localității, în zona cuprinsă între sediile poliției și fostului IAS Baratca | Hallstatt                                                                                               | Încarcă foto \| video | Raportează eroare |
| AR-I-m-B-00446.02 (RAN: 11548.01.01)            | Așezare | sat Păuliș; comuna Păuliș                                 | Pe platoul de deal din N localității, în zona cuprinsă între sediile poliției și fostului IAS Baratca | Epoca bronzului                                                                                         | Încarcă foto \| video | Raportează eroare |
| AR-I-s-A-00447 (RAN: 9663.01)                   | Situl arheologic de la Pâncota | oraș Pâncota                                              | „Cetatea Turcească” 46.32944°N 21.68972°E | | Încarcă foto \| video | Raportează eroare |
| AR-I-m-A-00447.01 (RAN: 9663.01.04, 9663.01.07) | Abație | oraș Pâncota                                              | „Cetatea Turcească” 46.32944°N 21.68972°E | sec. XIII, Epoca medievală timpurie                                                                     | Încarcă foto \| video | Raportează eroare |
| AR-I-m-A-00447.02 (RAN: 9663.01.02, 9663.01.06) | Cetate | oraș Pâncota                                              | „Cetatea Turcească” 46.32944°N 21.68972°E | Epoca medievală                                                                                         | Încarcă foto \| video | Raportează eroare |
| AR-I-m-A-00447.03 (RAN: 9663.01.01)             | Așezare | oraș Pâncota                                              | „Cetatea Turcească” 46.32944°N 21.68972°E | Epoca bronzului                                                                                         | Încarcă foto \| video | Raportează eroare |
| AR-I-s-A-00448 (RAN: 11593.01)                  | Situl arheologic de la Pecica, punct „Șanțul Mare”                                                                                     | oraș Pecica                                               | „Șanțul Mare” 46.15223°N 20.98583°E | |                       | Raportează eroare |
| AR-I-m-A-00448.01 (RAN: 11593.01.03)            | Necropolă | oraș Pecica                                               | „Șanțul Mare” 46.15223°N 20.98583°E | sec. XI - XII, Epoca medievală timpurie                                                                 | Încarcă foto \| video | Raportează eroare |
| AR-I-m-A-00448.02 (RAN: 11593.01.02)            | Așezare fortificată | oraș Pecica                                               | „Șanțul Mare” 46.15223°N 20.98583°E | Latène, Cultura geto-dacică                                                                             |                       | Raportează eroare |
| AR-I-m-A-00448.03 (RAN: 11593.01.01)            | Așezare fortificată | oraș Pecica                                               | „Șanțul Mare” 46.15223°N 20.98583°E | Epoca bronzului                                                                                         |                       | Raportează eroare |
| AR-I-s-B-00449 (RAN: 11593.04)                  | Situl arheologic de la Pecica, punct „Șanțul Mic”                                                                                      | oraș Pecica                                               | „Șanțul Mic” | | Încarcă foto \| video | Raportează eroare |
| AR-I-m-B-00449.01 (RAN: 11593.04.02)            | Așezare | oraș Pecica                                               | „Șanțul Mic” | sec. XIV - XV                                                                                           | Încarcă foto \| video | Raportează eroare |
| AR-I-m-B-00449.02 (RAN: 11593.04.01)            | Așezare | oraș Pecica                                               | „Șanțul Mic” | Hallstatt                                                                                               | Încarcă foto \| video | Raportează eroare |
| AR-I-s-A-00450 (RAN: 11851.01)                  | Situl arheologic de la Săvârșin | sat Săvârșin; comuna Săvârșin                             | „Dealul Cetățuia” 46.00972°N 22.22833°E | | Încarcă foto \| video | Raportează eroare |
| AR-I-m-A-00450.01 (RAN: 11851.01.04)            | Așezare | sat Săvârșin; comuna Săvârșin                             | „Dealul Cetățuia” 46.00972°N 22.22833°E | sec. IV a. Chr.-sec. II p. Chr., Latène, Cultura geto-dacică                                            | Încarcă foto \| video | Raportează eroare |
| AR-I-m-A-00450.02 (RAN: 11851.01.06)            | Fortificație | sat Săvârșin; comuna Săvârșin                             | „Dealul Cetățuia” 46.00972°N 22.22833°E | sec. IV a. Chr.-sec. II p. Chr., Latène, Cultura geto-dacică                                            | Încarcă foto \| video | Raportează eroare |
| AR-I-m-A-00450.03 (RAN: 11851.01.02)            | Așezare | sat Săvârșin; comuna Săvârșin                             | „Dealul Cetățuia” 46.00972°N 22.22833°E | Epoca bronzului                                                                                         | Încarcă foto \| video | Raportează eroare |
| AR-I-s-A-00451 (RAN: 11575.02)                  | Valuri | sat Sâmbăteni; comuna Păuliș                              | „La Iarcuri” 46.13972°N 21.55417°E | sec. III-V p. Chr., Epoca daco-romană                                                                   | Încarcă foto \| video | Raportează eroare |
| AR-I-s-B-00452 (RAN: 11986.01)                  | Situl arheologic de la Sânpetru German                                                                                                 | sat Sânpetru German; comuna Secusigiu                     | „Fântâna vacilor” | | Încarcă foto \| video | Raportează eroare |
| AR-I-m-B-00452.01 (RAN: 11986.01.01)            | Așezare | sat Sânpetru German; comuna Secusigiu                     | „Fântâna vacilor” | Neolitic, Cultura Bodrogkeresztur                                                                       | Încarcă foto \| video | Raportează eroare |
| AR-I-m-B-00452.02 (RAN: 11986.01.02)            | Necropolă | sat Sânpetru German; comuna Secusigiu                     | „Fântâna vacilor” | Neolitic, Cultura Bodrogkeresztur                                                                       | Încarcă foto \| video | Raportează eroare |
| AR-I-s-B-00453 (RAN: 12108.01)                  | Așezare | oraș Sântana                                              | „Dâmbul Popilor” | Neolitic, Cultura Tisa                                                                                  | Încarcă foto \| video | Raportează eroare |
| AR-I-s-A-00454 (RAN: 12108.02)                  | Situl arheologic de la Sântana, punct „Cetatea Veche”                                                                                  | oraș Sântana                                              | „Cetatea Veche” | | Încarcă foto \| video | Raportează eroare |
| AR-I-m-A-00454.01 (RAN: 12108.02.03)            | Așezare | oraș Sântana                                              | „Cetatea Veche” | Epoca medievală timpurie                                                                                | Încarcă foto \| video | Raportează eroare |
| AR-I-m-A-00454.02 (RAN: 12108.02.01)            | Așezare | oraș Sântana                                              | „Cetatea Veche” | Hallstatt                                                                                               | Încarcă foto \| video | Raportează eroare |
| AR-I-m-A-00454.03 (RAN: 12108.02.02)            | Fortificație | oraș Sântana                                              | „Cetatea Veche” | Hallstatt                                                                                               | Încarcă foto \| video | Raportează eroare |
| AR-I-s-A-00455 (RAN: 12108.03)                  | Așezarea și necropola daco-romană de la Sântana                                                                                        | oraș Sântana                                              | La 1 km E de gară, în dreptul bifurcației liniilor ferate Arad - Oradea și Arad-Brad, în livadă | sec. II - III p. Chr., Epoca daco-romană                                                                | Încarcă foto \| video | Raportează eroare |
| AR-I-m-A-00455.01 (RAN: 12108.03.01)            | Așezare | oraș Sântana                                              | La 1 km E de gară, în dreptul bifurcației liniilor ferate Arad - Oradea și Arad-Brad, în livadă | sec. II - III p. Chr., Epoca daco-romană                                                                | Încarcă foto \| video | Raportează eroare |
| AR-I-m-A-00455.02 (RAN: 12108.03.02)            | Necropolă | oraș Sântana                                              | La 1 km E de gară, în dreptul bifurcației liniilor ferate Arad - Oradea și Arad-Brad, în livadă | sec. II - III p. Chr., Epoca daco-romană                                                                | Încarcă foto \| video | Raportează eroare |
| AR-I-s-B-00456 (RAN: 12135.01)                  | Situl arheologic de la Socodor | sat Socodor; comuna Socodor                               | „Găvăjdia” | | Încarcă foto \| video | Raportează eroare |
| AR-I-m-B-00456.01 (RAN: 12135.01.02)            | Necropolă | sat Socodor; comuna Socodor                               | „Găvăjdia” | sec. V - VI, Epoca migrațiilor                                                                          | Încarcă foto \| video | Raportează eroare |
| AR-I-m-B-00456.02 (RAN: 12135.01.01)            | Așezare | sat Socodor; comuna Socodor                               | „Găvăjdia” | Epoca bronzului, Cultura Otomani                                                                        | Încarcă foto \| video | Raportează eroare |
| AR-I-s-B-00457 (RAN: 12215.01)                  | Situl arheologic de la Șeitin | sat Șeitin; comuna Șeitin                                 | „La Imaș” | sec. III-V p. Chr., Epoca daco-romană                                                                   | Încarcă foto \| video | Raportează eroare |
| AR-I-m-B-00457.01 (RAN: 12215.01.02)            | Așezare | sat Șeitin; comuna Șeitin                                 | „La Imaș” | sec. III-V p. Chr., Epoca daco-romană                                                                   | Încarcă foto \| video | Raportează eroare |
| AR-I-m-B-00457.02 (RAN: 12215.01.01)            | Morminte | sat Șeitin; comuna Șeitin                                 | „La Imaș” | sec. III - IV p. Chr., Epoca daco-romană                                                                | Încarcă foto \| video | Raportează eroare |
| AR-I-s-B-00458 (RAN: 10934.01)                  | Situl arheologic de la Șiclău | sat Șiclău; comuna Grăniceri                              | „La Gropoaie” | | Încarcă foto \| video | Raportează eroare |
| AR-I-m-B-00458.01 (RAN: 10934.01.03)            | Necropolă | sat Șiclău; comuna Grăniceri                              | „La Gropoaie” | prima jum. a sec. X, Epoca medievală timpurie                                                           | Încarcă foto \| video | Raportează eroare |
| AR-I-m-B-00458.02 (RAN: 10934.01.02)            | Așezare | sat Șiclău; comuna Grăniceri                              | „La Gropoaie” | Hallstatt                                                                                               | Încarcă foto \| video | Raportează eroare |
| AR-I-m-B-00458.03 (RAN: 10934.01.01)            | Așezare | sat Șiclău; comuna Grăniceri                              | „La Gropoaie” | Neolitic                                                                                                | Încarcă foto \| video | Raportează eroare |
| AR-I-s-B-00459 (RAN: 12359.01)                  | Situl arheologic de la Șimand | sat Șimand; comuna Șimand                                 | „Grozdoaia” | | Încarcă foto \| video | Raportează eroare |
| AR-I-m-B-00459.01 (RAN: 12359.01.03)            | Necropolă | sat Șimand; comuna Șimand                                 | „Grozdoaia” | sec. V - VI, Epoca migrațiilor                                                                          | Încarcă foto \| video | Raportează eroare |
| AR-I-m-B-00459.02 (RAN: 12359.01.01)            | Așezare | sat Șimand; comuna Șimand                                 | „Grozdoaia” | sec. II - III p. Chr., Epoca daco-romană                                                                | Încarcă foto \| video | Raportează eroare |
| AR-I-m-B-00459.03 (RAN: 12359.01.02)            | Necropolă | sat Șimand; comuna Șimand                                 | „Grozdoaia” | sec. II - III p. Chr., Epoca daco-romană                                                                | Încarcă foto \| video | Raportează eroare |
| AR-I-s-B-00460 (RAN: 12377.01)                  | Ruine de bazilică | sat Șiria; comuna Șiria                                   | Intravilan, la cca. 250 m E de biserica ortodoxă | sec. XIII-XV                                                                                            | Încarcă foto \| video | Raportează eroare |
| AR-I-s-A-00461 (RAN: 12466.01)                  | Cetatea medievală Tauț | sat Tauț; comuna Tauț                                     | 46.25°N 21.9°E | Epoca medievală                                                                                         |                       | Raportează eroare |
| AR-I-s-B-00462 (RAN: 12466.02)                  | Situl arheologic de la Tauț | sat Tauț; comuna Tauț                                     | „La Cetate” | sec. XIII-XV                                                                                            | Încarcă foto \| video | Raportează eroare |
| AR-I-m-B-00462.01 (RAN: 12466.02.01)            | Movilă | sat Tauț; comuna Tauț                                     | „La Cetate” | sec. XIII - XV, Epoca medievală                                                                         | Încarcă foto \| video | Raportează eroare |
| AR-I-m-B-00462.02 (RAN: 12466.02.02)            | Valdeapărare | sat Tauț; comuna Tauț                                     | „La Cetate” | sec. XIII - XV, Epoca medievală                                                                         | Încarcă foto \| video | Raportează eroare |
| AR-I-s-B-00463 (RAN: 11922.01)                  | Situl arheologic de la Troaș | sat Troaș; comuna Săvârșin                                | „Dâmbul Tătarilor” și „Gomile” | | Încarcă foto \| video | Raportează eroare |
| AR-I-m-B-00463.01 (RAN: 11922.01.01)            | Așezare | sat Troaș; comuna Săvârșin                                | „Dâmbul Tătarilor” și „Gomile” | Epoca bronzului                                                                                         | Încarcă foto \| video | Raportează eroare |
| AR-I-m-B-00463.02 (RAN: 11922.01.02)            | Cetate de pământ | sat Troaș; comuna Săvârșin                                | „Dâmbul Tătarilor” și „Gomile” | Epoca bronzului                                                                                         | Încarcă foto \| video | Raportează eroare |
| AR-I-s-A-00464 (RAN: 12581.01)                  | Situl arheologic de la Vărădia de Mureș                                                                                                | sat Vărădia de Mureș; comuna Vărădia de Mureș             | „La Cetate” | | Încarcă foto \| video | Raportează eroare |
| AR-I-m-A-00464.01 (RAN: 12581.01.02)            | Biserică | sat Vărădia de Mureș; comuna Vărădia de Mureș             | „La Cetate” | sec. XIII - XV, Epoca medievală                                                                         | Încarcă foto \| video | Raportează eroare |
| AR-I-m-A-00464.02 (RAN: 12581.01.03)            | Cetate | sat Vărădia de Mureș; comuna Vărădia de Mureș             | „La Cetate” | Epoca medievală                                                                                         | Încarcă foto \| video | Raportează eroare |
| AR-I-m-A-00464.03 (RAN: 12581.01.01)            | Așezare fortificată | sat Vărădia de Mureș; comuna Vărădia de Mureș             | „La Cetate” | Latène, Cultura geto-dacică                                                                             | Încarcă foto \| video | Raportează eroare |
| AR-I-s-A-00465 (RAN: 11753.01)                  | Tell neolitic | sat Vărșand; comuna Pilu                                  | „Movila Viezuriște” 46.62056°N 21.36417°E | Neolitic, Cultura Tisa                                                                                  | Încarcă foto \| video | Raportează eroare |
| AR-I-s-A-00466 (RAN: 11753.02)                  | Situl arheologic de la Vărșand | sat Vărșand; comuna Pilu                                  | „Între vii” 46.61139°N 21.33333°E | | Încarcă foto \| video | Raportează eroare |
| AR-I-m-A-00466.01 (RAN: 11753.02.03)            | Necropolă | sat Vărșand; comuna Pilu                                  | „Între vii” 46.61139°N 21.33333°E | sec. VIII - XI, Epoca medievală timpurie                                                                | Încarcă foto \| video | Raportează eroare |
| AR-I-m-A-00466.02 (RAN: 11753.02.02)            | Necropolă | sat Vărșand; comuna Pilu                                  | „Între vii” 46.61139°N 21.33333°E | sec. VI - VII, Epoca migrațiilor                                                                        | Încarcă foto \| video | Raportează eroare |
| AR-I-m-A-00466.03 (RAN: 11753.02.01)            | Așezare | sat Vărșand; comuna Pilu                                  | „Între vii” 46.61139°N 21.33333°E | Epoca bronzului, Cultura Otomani                                                                        | Încarcă foto \| video | Raportează eroare |
| AR-I-s-B-00467 (RAN: 9404.01)                   | Situl arheologic de la Vladimirescu, punct „La Movile” („Ot Holom”)                                                                    | sat Vladimirescu; comuna Vladimirescu                     | „La Movile” („Ot Holom”) | | Încarcă foto \| video | Raportează eroare |
| AR-I-m-B-00467.01 (RAN: 9404.01.03)             | Așezare | sat Vladimirescu; comuna Vladimirescu                     | „La Movile” („Ot Holom”) | sec. XI - XII                                                                                           | Încarcă foto \| video | Raportează eroare |
| AR-I-m-B-00467.02 (RAN: 9404.01.01)             | Morminte tumulare | sat Vladimirescu; comuna Vladimirescu                     | „La Movile” („Ot Holom”) | sec. IX - XI                                                                                            | Încarcă foto \| video | Raportează eroare |
| AR-I-m-B-00467.03 (RAN: 9404.01.02)             | Așezare | sat Vladimirescu; comuna Vladimirescu                     | „La Movile” („Ot Holom”) | sec. V - VI                                                                                             | Încarcă foto \| video | Raportează eroare |
| AR-I-s-A-00468 (RAN: 9404.02)                   | Situl arheologic de la Vladimirescu, punct „La Cetate” („Die Schantzen”)                                                               | sat Vladimirescu; comuna Vladimirescu                     | „La Cetate” („Die Schantzen”) | | Încarcă foto \| video | Raportează eroare |
| AR-I-m-A-00468.01 (RAN: 9404.02.03)             | Necropolă | sat Vladimirescu; comuna Vladimirescu                     | „La Cetate” („Die Schantzen”) 46.15583°N 21.39083°E | sec. XI - XII, Epoca medievală timpurie                                                                 | Încarcă foto \| video | Raportează eroare |
| AR-I-m-A-00468.02 (RAN: 9404.02.02)             | Cetate de pământ | sat Vladimirescu; comuna Vladimirescu                     | „La Cetate” („Die Schantzen”) 46.15583°N 21.39083°E | sec. IX - XI, Epoca medievală timpurie                                                                  | Încarcă foto \| video | Raportează eroare |
| AR-I-m-A-00468.03 (RAN: 9404.02.01)             | Așezare | sat Vladimirescu; comuna Vladimirescu                     | „La Cetate” („Die Schantzen”) 46.15583°N 21.39083°E | sec. VIII - IX, Epoca medievală timpurie                                                                | Încarcă foto \| video | Raportează eroare |
| AR-I-s-A-00469 (RAN: 9404.03)                   | Situl arheologic de la Vladimirescu, punct „La Bisericuță”                                                                             | sat Vladimirescu; comuna Vladimirescu                     | Str. Piața Bisericii f.n. | | Încarcă foto \| video | Raportează eroare |
| AR-I-m-A-00469.01 (RAN: 9404.03.01)             | Ruine de bazilică romanică | sat Vladimirescu; comuna Vladimirescu                     | Str. Piața Bisericii f.n. 46.15528°N 21.39833°E | sec. XIII-XV                                                                                            | Încarcă foto \| video | Raportează eroare |
| AR-I-m-A-00469.02 (RAN: 9404.03.02)             | Incintă medievală | sat Vladimirescu; comuna Vladimirescu                     | Str. Piața Bisericii f.n. 46.15528°N 21.39833°E | Epoca medievală                                                                                         | Încarcă foto \| video | Raportează eroare |
| AR-I-s-B-00470 (RAN: 12787.01)                  | Situl arheologic de la Zăbrani | sat Zăbrani; comuna Zăbrani                               | „Dealul Viilor”, La 300 m NV de localitate | | Încarcă foto \| video | Raportează eroare |
| AR-I-m-B-00470.01 (RAN: 12787.01.02)            | Așezare | sat Zăbrani; comuna Zăbrani                               | „Dealul Viilor”, la 300 m NV de localitate 46.0775°N 21.55305°E | Latène, Cultura geto-dacică                                                                             | Încarcă foto \| video | Raportează eroare |
| AR-I-m-B-00470.02 (RAN: 12787.01.01)            | Așezare | sat Zăbrani; comuna Zăbrani                               | „Dealul Viilor”, la 300 m NV de localitate 46.0775°N 21.55305°E | Paleolitic                                                                                              | Încarcă foto \| video | Raportează eroare |
| AR-I-s-B-00471                                  | Situl arheologic de la Zădăreni | sat Zădăreni; comuna Zădăreni                             | „Cartierul Nou” | | Încarcă foto \| video | Raportează eroare |
| AR-I-m-B-00471.01 (RAN: 10863.01.02)            | Necropolă | sat Zădăreni; comuna Zădăreni                             | „Cartierul Nou” | sec. II - III p. Chr., Epoca romană, Cultura daco - sarmatică                                           | Încarcă foto \| video | Raportează eroare |
| AR-I-m-B-00471.02 (RAN: 10863.01.01)            | Așezare | sat Zădăreni; comuna Zădăreni                             | „Cartierul Nou” | Hallstatt                                                                                               | Încarcă foto \| video | Raportează eroare |
| AR-I-s-B-00472 (RAN: 10863.02)                  | Necropola romană de la Zădăreni | sat Zădăreni; comuna Zădăreni                             | La cca. 200 m V de sat, la N de șoseaua Zădăreni - Bodrog, în vecinătatea unor noi construcții | sec. II - III p. Chr., Epoca romană, Cultura daco - sarmatică                                           | Încarcă foto \| video | Raportează eroare |
| AR-I-s-B-00473 (RAN: 11469.01)                  | Situl arheologic de la Zerindu Mic | sat Zerindu Mic; comuna Mișca                             | La 500 m V de sat | | Încarcă foto \| video | Raportează eroare |
| AR-I-m-B-00473.01 (RAN: 11469.01.01)            | Așezare | sat Zerindu Mic; comuna Mișca                             | La 500 m V de sat | Hallstatt                                                                                               | Încarcă foto \| video | Raportează eroare |
| AR-I-m-B-00473.02 (RAN: 11469.01.02)            | Morminte tumulare | sat Zerindu Mic; comuna Mișca                             | La 500 m V de sat | | Încarcă foto \| video | Raportează eroare |
| AR-I-s-B-00474 (RAN: 12885.01)                  | Necropola medievală de la Zimandu Nou                                                                                                  | sat Zimandu Nou; comuna Zimandu Nou                       | „Cariera de nisip” | sec. X - XII, Epoca medievală timpurie                                                                  | Încarcă foto \| video | Raportează eroare |
| AR-II-a-A-00475 (RAN: 9271.14)                  | Ansamblul cetății Aradului | municipiul Arad                                           | Cartier Subcetate 46.17101°N 21.33188°E | 1763 - 1800 Ferdinand Philip Harsch (arhitect)                                                          | Alte imagini          | Raportează eroare |
| AR-II-m-A-00475.01 (RAN: 9271.14.01)            | Cetatea Aradului | municipiul Arad                                           | Cartier Subcetate 46.171°N 21.332°E | 1763 - 1783 Ferdinand Philip Harsch                                                                     |                       | Raportează eroare |
| AR-II-m-A-00475.02 (RAN: 9271.14.02)            | Șant de apărare, cu val de pământ în exterior                                                                                          | municipiul Arad                                           | Cartier Subcetate | 1763 - 1783                                                                                             | Încarcă foto \| video | Raportează eroare |
| AR-II-m-A-00475.03 (RAN: 9271.14.03)            | Biserica franciscană | municipiul Arad                                           | În înteriorul Cetății Aradului; Cartier Subcetate 46.1718°N 21.3324°E | 1750 - 1800                                                                                             |                       | Raportează eroare |
| AR-II-m-B-00476                                 | Podul Traian | municipiul Arad                                           | Peste râul Mureș, leagă orașul de Cartierul Aradu Nou 46.1603°N 21.3222°E | 1906 Robert Toth (inginer)                                                                              | Alte imagini          | Raportează eroare |
| AR-II-a-B-00477                                 | Ansamblul urban Arad | municipiul Arad                                           | De la culeea N a podului Traian spre V, pe malul N al râului Mureș până la Str. Putnei, Str. Remus, Str. Alexici Nicola (inclusiv Piața Sârbească), Str. Kogălniceanu M., Str. Ceaikovski P. I. cu prelungirea ei peste Str. Vârful cu Dor și Str. Transilvaniei spre NE, Str. Eminescu Mihai, Str. Episcopiei, Str. Caragiale I. L., Str. Sibii Dorel, Str. Cotruș Aron, Str. Balint Simion, Str. Coșbuc G. spre NV, traversarea spre N la marginea incintei Spitalului Municipal, Str. Ghiba Birta Elena spre E, Bd. Doinaș Augustin, Str. Mureșanu Andrei, spre N de-a lungul Bd. Revoluției până la Piața Drapelului, spre E Str. Brătianu I. C., până la malul de N al Mureșului, bucla Mureșului (care înconjoară Cetatea Aradului) în amonte, până la podul Cetății, spre V pe Str. Popa Eugen până în dreptul Str. 9 Mai, spre SV Splaiul Toth Sandor până la podul Traian. La N, Calea Timișorii până la intersecția cu Str. Ștefan cel Mare și Str. Ady Endre. | |                       | Raportează eroare |
| AR-II-m-B-00478                                 | Fosta Academie Teologică (Noua Preparandie Română), azi Academia Teologică a Universității „Aurel Vlaicu” și Seminarul Teologic Liceal | municipiul Arad                                           | Str. Academia Teologică 11-13, str. Sava Tekelia 14 46.1681°N 21.3117°E | 1885 |                       | Raportează eroare |
| AR-II-m-B-00479                                 | Casă (Casa Neo-românească) | municipiul Arad                                           | Str. Alecsandri Vasile 13 46.175°N 21.3148°E | 1910 – 1920                                                                                             |                       | Raportează eroare |
| AR-II-m-B-00480 (RAN: 9271)                     | Hotelul „Stadt Wien”, azi ruine pivniță                                                                                                | municipiul Arad                                           | Str. Alexandrescu Grigore 6 | sf. sec. XVIII-înc. sec. XIX                                                                            | Încarcă foto \| video | Raportează eroare |
| AR-II-m-B-00481                                 | Casă | municipiul Arad                                           | Str. Alexandrescu Grigore 16 46.1668°N 22.3155°E | sf. sec. XVIII                                                                                          |                       | Raportează eroare |
| AR-II-m-B-00482 (RAN: 9271)                     | Biserica de lemn „Cuvioasa Paraschiva”                                                                                                 | municipiul Arad                                           | Str. Andrenyi Karoly 2-4, (în incinta Spitalului clinic județean de urgență) 46.18305°N 21.3085°E | 1725 |                       | Raportează eroare |
| AR-II-m-B-00566                                 | Casa fostei vămi, azi spații comerciale                                                                                                | municipiul Arad                                           | Calea Banatului 2 46.1668°N 21.3155°E | înc. sec. XX (1907)                                                                                     |                       | Raportează eroare |
| AR-II-m-B-00483                                 | Casă (Palatul Mátyás Rozsnyay (hu)) | municipiul Arad                                           | Str. Bălcescu Nicolae 1 46.1705°N 21.3167°E | 1800 - 1850                                                                                             | Alte imagini          | Raportează eroare |
| AR-II-m-B-00484                                 | „Casa gotică” | municipiul Arad                                           | Str. Bălcescu Nicolae 6 46.1703°N 21.3173°E | 1800 - 1850                                                                                             |                       | Raportează eroare |
| AR-II-m-B-00485                                 | Colegiul Național „Moise Nicoară” | municipiul Arad                                           | Piața Bibici Margareta 1 46.171°N 21.3193°E | 1869 - 1873 József Diescher (hu) (arhitect)                                                             | Alte imagini          | Raportează eroare |
| AR-II-m-B-00486                                 | Casă (Parohia Bisericii Greco-Catolice)                                                                                                | municipiul Arad                                           | Str. Blaga Lucian 7 46.1725°N 21.3146°E | 1907 |                       | Raportează eroare |
| AR-II-m-B-00487                                 | Școala normală de fete, azi Liceul Pedagogic „Dimitrie Țichindeal”                                                                     | municipiul Arad                                           | Str. Blaga Lucian 9 46.1727°N 21.3145°E | 1909 Josef Steiner                                                                                      |                       | Raportează eroare |
| AR-II-m-B-00488                                 | Gimnaziul de băieți „Iosif Vulcan”, azi Grupul școlar de industrie alimentară                                                          | municipiul Arad                                           | Str. Blaga Lucian 15 46.1738°N 21.3136°E | 1887 |                       | Raportează eroare |
| AR-II-m-B-00489                                 | Casă, azi parohie evanghelică și locuință (Palatul Luther)                                                                             | municipiul Arad                                           | Str. Blajului 2 46.1772°N 21.3207°E | cca. 1900 Lajos Szántay (arhitect)                                                                      |                       | Raportează eroare |
| AR-II-m-B-00490                                 | Palatul Suciu | municipiul Arad                                           | Str. Blajului 3 46.1773°N 21.3208°E | 1906 - 1907 Ioan Niga (arhitect)                                                                        |                       | Raportează eroare |
| AR-II-m-B-00491                                 | Catedrala „Sf. Ioan Botezatorul” | municipiul Arad                                           | Piața Catedralei 15 46.1705°N 21.3117°E | 1862 - 1865 Anton Ziegler (arhitect)                                                                    | Alte imagini          | Raportează eroare |
| AR-II-m-B-00492                                 | Turnul de apă, azi restaurant și galerie de artă                                                                                       | municipiul Arad                                           | Str. Ceaikovski P. I. 9A | 1896 | Alte imagini          | Raportează eroare |
| AR-II-m-B-00493                                 | Casă | municipiul Arad                                           | Str. Chendi Ilarie 1-3 46.1753°N 21.3149°E | 1897 |                       | Raportează eroare |
| AR-II-m-B-00494                                 | Casă (cu farmacie) (Palatul Kelemen Földes)                                                                                            | municipiul Arad                                           | Str. Cicio-Pop Ștefan 16 46.1719°N 21.3115°E | cca. 1908 Milan Tabacovici (arhitect)                                                                   |                       | Raportează eroare |
| AR-II-m-B-00495                                 | Școală, azi Școala generală nr. 2 (Școala Evreiască)                                                                                   | municipiul Arad                                           | Str. Ciocârliei 27 46.1639°N 21.3139°E | 1906 | Încarcă foto \| video | Raportează eroare |
| AR-II-m-B-00496                                 | Casă | municipiul Arad                                           | Bd. Decebal 14, str. Georgescu, aviator 8 46.172°N 21.3184°E | 1912 (1903) Lajos Szántay (arhitect)                                                                    | Încarcă foto \| video | Raportează eroare |
| AR-II-m-B-00497                                 | Casă (Palatul Josef Steiner) | municipiul Arad                                           | Bd. Decebal 37 46.1678°N 21.3201°E | 1910 Josef Steiner                                                                                      |                       | Raportează eroare |
| AR-II-m-B-00498                                 | Vechiul Cazinou | municipiul Arad                                           | Bd. Dragalina Ion, general 27, între Parcul Copiilor și Hotel „Parc” 46.172°N 21.3205°E | 1872 | Alte imagini          | Raportează eroare |
| AR-II-m-B-00499                                 | Sala de festivități a Școlii de Arte și Meserii, azi în cadrul Grupului Școlar Industrial „Aurel Vlaicu” (Templul Masonic)             | municipiul Arad                                           | Bd. Dragalina Ion, general 30 46.16875°N 21.3201°E | 1911 Milan Tabacovici (arhitect)                                                                        |                       | Raportează eroare |
| AR-II-a-A-00500 (RAN: 9271.12)                  | Mănăstirea „Sf. Simeon Stâlpnicul”-Gai                                                                                                 | municipiul Arad                                           | Str. Dunării 170, Cartier Gai 46.219°N 21.273°E | 1745 - 1765 - sec. XX Egidius Ioanovici (arhitect)                                                      |                       | Raportează eroare |
| AR-II-m-A-00500.01 (RAN: 9271.12.01)            | Biserica | municipiul Arad                                           | Str. Dunării 170, Cartier Gai 46.2184°N 21.2746°E | 1760 - 1762                                                                                             | Încarcă foto \| video | Raportează eroare |
| AR-II-m-A-00500.02 (RAN: 9271.12.02)            | Fosta reședință de vară episcopală, azi Colecția de icoane și carteveche                                                               | municipiul Arad                                           | Str. Dunării 170, Cartier Gai 46.2187°N 21.2735°E | 1765 | Încarcă foto \| video | Raportează eroare |
| AR-II-m-A-00500.03 (RAN: 9271.12.03)            | Corpul vechi al chiliilor | municipiul Arad                                           | Str. Dunării 170, Cartier Gai 46.2184°N 21.2732°E | 1765 | Încarcă foto \| video | Raportează eroare |
| AR-II-m-B-00500.04                              | Corpul nou al chiliilor și anexele gospodărești                                                                                        | municipiul Arad                                           | Str. Dunării 170, Cartier Gai 46.2189°N 21.2729°E | sec. XX                                                                                                 | Încarcă foto \| video | Raportează eroare |
| AR-II-m-B-00500.05 (RAN: 9271.15)               | Biserica de lemn „Sf. Apostoli Petru și Pavel”                                                                                         | municipiul Arad                                           | Str. Dunării 170, Cartier Gai, în incinta Mănăstirii „Sf. Simeon Stâlpnicul”-Gai 46.2186°N 21.2738°E | 1745 - 1754                                                                                             |                       | Raportează eroare |
| AR-II-m-B-00501                                 | Casă | municipiul Arad                                           | Str. Eminescu Mihai 6 46.1721°N 21.3142°E | 1897 |                       | Raportează eroare |
| AR-II-m-B-00502                                 | Casă | municipiul Arad                                           | Str. Eminescu Mihai 10 46.1721°N 21.3137°E | cca. 1900                                                                                               |                       | Raportează eroare |
| AR-II-m-B-00503                                 | Clădirea Diecezanei | municipiul Arad                                           | Str. Eminescu Mihai 18 46.1721°N 21.313°E | cca. 1908 Lajos Szántay (arhitect)                                                                      |                       | Raportează eroare |
| AR-II-m-B-00504                                 | Casă | municipiul Arad                                           | Str. Eminescu Mihai 36 46.1722°N 21.3102°E | 1906 |                       | Raportează eroare |
| AR-II-m-B-00505                                 | Palatul „Tribunei”, azi locuințe (Vila dr Oncu)                                                                                        | municipiul Arad                                           | Str. Eminescu Mihai 37 46.172°N 21.3089°E | 1909 Milan Tabacovici (arhitect)                                                                        |                       | Raportează eroare |
| AR-II-m-B-00506                                 | Gimnaziul Român de Fete, azi secție a Spitalului Clinic Municipal                                                                      | municipiul Arad                                           | Str. Eminescu Mihai 44 46.1723°N 21.3079°E | 1912 |                       | Raportează eroare |
| AR-II-m-B-00507                                 | Palatul Cultural Arad, azi Filarmonica de Stat și Muzeul Județean                                                                      | municipiul Arad                                           | Piața Enescu George 1 46.1742°N 21.3205°E | 1911 - 1913 Lajos Szántay (arhitect)                                                                    |                       | Raportează eroare |
| AR-II-m-B-00508                                 | Casă (Casă de raport) | municipiul Arad                                           | Str. Episcopiei 3 46.1757°N 21.3162°E | înc. sec. XX (1911) Milan Tabacovici (arhitect)                                                         | Încarcă foto \| video | Raportează eroare |
| AR-II-m-B-00509                                 | Casă | municipiul Arad                                           | Str. Episcopiei 9 46.1754°N 21.315°E | 1906 Lajos Szántay (arhitect)                                                                           |                       | Raportează eroare |
| AR-II-m-B-00510                                 | Casă | municipiul Arad                                           | Str. Episcopiei 18 46.1753°N 21.3135°E | 1908 |                       | Raportează eroare |
| AR-II-m-B-00511                                 | Casă | municipiul Arad                                           | Str. Episcopiei 46 46.174°N 21.3095°E | 1910 |                       | Raportează eroare |
| AR-II-m-B-00512                                 | Biserica de lemn „Sf. Gheorghe” | municipiul Arad                                           | Str. Episcopiei 60-62, (în parcul reședinței Episcopiei Ortodoxe) | 1848 | Încarcă foto \| video | Raportează eroare |
| AR-II-m-B-00513                                 | Casă | municipiul Arad                                           | Str. Gavra Alexandru 6 46.1684°N 21.31°E | cca. 1900                                                                                               |                       | Raportează eroare |
| AR-II-m-B-00514                                 | Casă, azi grădiniță | municipiul Arad                                           | Str. Georgescu Ion, doctor 7 46.1733°N 21.3131°E | sf. sec. XIX                                                                                            |                       | Raportează eroare |
| AR-II-m-B-00515                                 | Casă | municipiul Arad                                           | Str. Georgescu, aviator 11 46.1724°N 21.3189°E | 1883 | Alte imagini          | Raportează eroare |
| AR-II-m-B-00516                                 | Casa Fiedler | municipiul Arad                                           | Str. Georgescu, aviator 11A-13 46.1724°N 21.3193°E | 1913 Lajos Szántay (arhitect)                                                                           |                       | Raportează eroare |
| AR-II-m-B-00517                                 | Casă | municipiul Arad                                           | Str. Ghiba Birta Elena 16 46.1807°N 21.3145°E | 1907 |                       | Raportează eroare |
| AR-II-m-B-00518                                 | Casă (Vila Ödön Nachtnébel) | municipiul Arad                                           | Str. Ghiba Birta Elena 18 46.1807°N 21.3143°E | 1910 Milan Tabacovici (arhitect)                                                                        |                       | Raportează eroare |
| AR-II-m-B-00519                                 | Casă (Casa Lipót Bruchner, Casa cu faianța albastră)                                                                                   | municipiul Arad                                           | Str. Ghiba Birta Elena 20 46.1808°N 21.3141°E | 1910 |                       | Raportează eroare |
| AR-II-m-B-00520                                 | Casă (Vila Sándor Reisinger) | municipiul Arad                                           | Str. Goga Octavian 2 46.17675°N 21.3145°E | 1912 Sándor Reisinger (arhitect)                                                                        |                       | Raportează eroare |
| AR-II-m-B-00521                                 | Casă (Palatul Fényves) | municipiul Arad                                           | Str. Goga Octavian 3 46.1764°N 21.3141°E | 1897 Károly Fényves (athitect)                                                                          | Alte imagini          | Raportează eroare |
| AR-II-m-B-00522                                 | Palatul Bohuș, azi locuințe și spații comerciale                                                                                       | municipiul Arad                                           | Str. Goldiș Vasile 1-3 46.1711°N 21.315°E | 1910 Lajos Szántay (arhitect)                                                                           |                       | Raportează eroare |
| AR-II-m-B-00523                                 | Casă | municipiul Arad                                           | Str. Grigorescu Nicolae 7 46.1778°N 21.3222°E | 1925 - 1930 Silvestru Răfiroiu (arhitect)                                                               |                       | Raportează eroare |
| AR-II-m-B-00524                                 | Sediul fostei Societăți bancare „Victoria”, azi locuințe și birouri                                                                    | municipiul Arad                                           | Str. Horia 2 46.1758°N 21.3178°E | 1850 - 1900 (1890 - 1900)                                                                               |                       | Raportează eroare |
| AR-II-m-B-00525                                 | Palatul Szántay, azi locuințe și spații comerciale                                                                                     | municipiul Arad                                           | Str. Horia 3-5, str. Episcopiei 2 46.176°N 21.3163°E | cca. 1911 Lajos Szántay (arhitect)                                                                      |                       | Raportează eroare |
| AR-II-m-B-00526 (LMI92: 02B0041)                | Casa Iacob Hirschl, azi Casa de Cultură a municipiului                                                                                 | municipiul Arad                                           | Str. Lazăr Gheorghe 1 46.1697°N 21.3171°E | 1817 |                       | Raportează eroare |
| AR-II-m-B-00527 (RAN: 9271.16)                  | Teatrul Vechi | municipiul Arad                                           | Str. Lazăr Gheorghe 3 46.1754°N 21.3192°E | 1817 |                       | Raportează eroare |
| AR-II-m-B-00528                                 | Casă (Palatul Nádasdy) | municipiul Arad                                           | Str. Mețianu 2, Piața Iancu Avram 20 46.1705°N 21.3151°E | 1912 Sándor Reisinger (arhitect)                                                                        |                       | Raportează eroare |
| AR-II-m-B-00529                                 | Spitalul Clinic Municipal Arad, cu turnul                                                                                              | municipiul Arad                                           | Piața Mihai Viteazul 7-8, str. Ghiba Birta Elena 1-3 46.1798°N 21.3156°E | 1815; turn 1833                                                                                         |                       | Raportează eroare |
| AR-II-m-B-00530                                 | Casă (Casă de raport) | municipiul Arad                                           | Piața Mihai Viteazul 10 46.1797°N 21.3169°E | cca. 1905                                                                                               |                       | Raportează eroare |
| AR-II-m-B-00531                                 | Casă (Casă de raport) | municipiul Arad                                           | Piața Mihai Viteazul 15 46.1787°N 21.3171°E | cca. 1902                                                                                               |                       | Raportează eroare |
| AR-II-m-B-00532                                 | Palatul Justiției | municipiul Arad                                           | Str. Milea Vasile, general 2 46.1783°N 21.3218°E | 1892 | Alte imagini          | Raportează eroare |
| AR-II-m-B-00533                                 | Palatul Kovács, azi locuințe | municipiul Arad                                           | Str. Milea Vasile, general 19, str. Grigorescu Nicolae 8 46.1777°N 21.3215°E | cca. 1900 István Babócs                                                                                 |                       | Raportează eroare |
| AR-II-m-B-00534                                 | Casă | municipiul Arad                                           | Str. Popa de Teiuș Gheorghe 8 46.1778°N 21.3164°E | 1911 |                       | Raportează eroare |
| AR-II-m-B-00535                                 | Casă (Palatul Rónai) | municipiul Arad                                           | Str. Popa de Teiuș Gheorghe 9 46.1778°N 21.3159°E | cca. 1902 (1905) Josef Steiner (arhitect)                                                               |                       | Raportează eroare |
| AR-II-m-B-00536                                 | Casă | municipiul Arad                                           | Str. Preparandiei 2 46.1664°N 21.3192°E | sf. sec. XVIII                                                                                          |                       | Raportează eroare |
| AR-II-m-B-00537                                 | Preparandia Română, azi locuințe | municipiul Arad                                           | Str. Preparandiei 13 46.1664°N 21.3173°E | 1812 | Alte imagini          | Raportează eroare |
| AR-II-m-B-00538                                 | Casă (cu farmacie la parter) (Casa Dengl cu farmacia Kárpáti)                                                                          | municipiul Arad                                           | Bd. Revoluției 23, Calea Maniu Iuliu 2 46.1823°N 21.3239°E | 1850 - 1900                                                                                             |                       | Raportează eroare |
| AR-II-m-B-00539                                 | Casă (Casă de raport) | municipiul Arad                                           | Bd. Revoluției 29 46.1818°N 21.3232°E | cca. 1913                                                                                               |                       | Raportează eroare |
| AR-II-m-B-00540                                 | Casă (Casă de raport) | municipiul Arad                                           | Bd. Revoluției 33, str. Davilla Carol 1 A 46.1811°N 21.3226°E | cca. 1913                                                                                               |                       | Raportează eroare |
| AR-II-m-B-00541                                 | Casă (Casa de raport Tüdös) | municipiul Arad                                           | Bd. Revoluției 40 46.1808°N 21.321°E | cca. 1909 (1902) Kövér Lajos                                                                            |                       | Raportează eroare |
| AR-II-m-B-00542                                 | Casă (Casă de raport) | municipiul Arad                                           | Bd. Revoluției 42 46.1807°N 21.3209°E | cca. 1912                                                                                               |                       | Raportează eroare |
| AR-II-m-B-00543                                 | Biserica evanghelică luterană | municipiul Arad                                           | Bd. Revoluției 61 46.1774°N 21.3199°E | 1906 Lajos Szántay (arhitect)                                                                           |                       | Raportează eroare |
| AR-II-m-B-00544                                 | Palatul Andrényi, azi Palatul Copiilor                                                                                                 | municipiul Arad                                           | Bd. Revoluției 69 46.1767°N 21.3195°E | cca. 1880 - 1890                                                                                        | Alte imagini          | Raportează eroare |
| AR-II-m-B-00545                                 | Palatul Băncii Naționale | municipiul Arad                                           | Bd. Revoluției 72 46.1764°N 21.318°E | 1905 - 1906 József Hubert (arhitect)                                                                    | Alte imagini          | Raportează eroare |
| AR-II-m-B-00546                                 | Palatul Cenad, azi locuințe și birouri                                                                                                 | municipiul Arad                                           | Bd. Revoluției 73, Bd. Milea Vasile, general 1 46.176°N 21.319°E | sf. sec. XIX Miklós Ybl, Lajos Jiraszek                                                                 | Alte imagini          | Raportează eroare |
| AR-II-m-B-00547                                 | Casă (Sediul PSD) | municipiul Arad                                           | Bd. Revoluției 74 46.1761°N 21.318°E | sec. XIX                                                                                                | Încarcă foto \| video | Raportează eroare |
| AR-II-m-B-00548                                 | Palatul Administrativ (Primăria) | municipiul Arad                                           | Bd. Revoluției 75 46.1754°N 21.3193°E | 1874 - 1876 Francisc Pekar (arhitect)                                                                   | Alte imagini          | Raportează eroare |
| AR-II-m-B-00549                                 | Palatul Administrației Financiare (Trezoreria)                                                                                         | municipiul Arad                                           | Bd. Revoluției 77, Bd. Decebal 2 46.175°N 21.3188°E | 1850 - 1900                                                                                             |                       | Raportează eroare |
| AR-II-m-B-00550                                 | Palatul Neumann, azi locuințe și spații comerciale                                                                                     | municipiul Arad                                           | Bd. Revoluției 78, str. Horia 1 46.1755°N 21.3173°E | sf. sec. XIX Milan Tabacovici (arhitect)                                                                | Alte imagini          | Raportează eroare |
| AR-II-m-B-00551                                 | Fosta Prefectură, azi Direcția Generală a Finanțelor Publice a Județului Arad                                                          | municipiul Arad                                           | Bd. Revoluției 79 46.1747°N 21.318°E | sec. XIX (1821)                                                                                         |                       | Raportează eroare |
| AR-II-m-B-00552                                 | Fosta Prefectură, azi redacția publicațiilor „Adevărul” și „Observator” și Rectoratul Universității „Aurel Vlaicu”                     | municipiul Arad                                           | Bd. Revoluției 81 46.1737°N 21.3173°E | sec. XIX                                                                                                | Alte imagini          | Raportează eroare |
| AR-II-m-B-00553                                 | Casă (Palatul Reinhardt) | municipiul Arad                                           | Bd. Revoluției 90 46.1736°N 21.3162°E | cca. 1900 (începutul sec XIX, 1898 aspectul actual)                                                     | Alte imagini          | Raportează eroare |
| AR-II-m-B-00554                                 | Casă (Palatul Albert Szabó) | municipiul Arad                                           | Bd. Revoluției 92 46.1734°N 21.3161°E | cca. 1900                                                                                               |                       | Raportează eroare |
| AR-II-m-B-00555                                 | Casă, azi sediu al Universității de Vest „Vasile Goldiș” (Casa Anton Czigler)                                                          | municipiul Arad                                           | Bd. Revoluției 94 46.1732°N 21.3159°E | sf. sec. XIX Anton Ziegler (arhitect)                                                                   |                       | Raportează eroare |
| AR-II-m-B-00556                                 | Palatul Herman Gyula, azi locuințe și spații comerciale                                                                                | municipiul Arad                                           | Bd. Revoluției 96 46.1729°N 21.3158°E | 1850 - 1900                                                                                             |                       | Raportează eroare |
| AR-II-m-B-00557                                 | Biserica romano-catolică | municipiul Arad                                           | Bd. Revoluției 96A 46.17258°N 21.3153°E | 1902 - 1904 Milan Tabacovici (arhitect)                                                                 | Alte imagini          | Raportează eroare |
| AR-II-m-B-00558 (LMI92: 02B0079)                | Hotelul „Ardealul” | municipiul Arad                                           | Bd. Revoluției 98 46.17142°N 21.31495°E | 1841 Franz Mahler (arhitect)                                                                            |                       | Raportează eroare |
| AR-II-m-B-00559                                 | Casă | municipiul Arad                                           | Bd. Revoluției 99 46.1712°N 21.3164°E | cca. 1900                                                                                               | Încarcă foto \| video | Raportează eroare |
| AR-II-m-B-00560                                 | Fosta Bancă de Credit, azi locuințe și spații comerciale                                                                               | municipiul Arad                                           | Bd. Revoluției 100 46.17135°N 21.31505°E | înc. sec. XIX (1840)                                                                                    | Alte imagini          | Raportează eroare |
| AR-II-m-B-00561                                 | Teatrul de Stat „Ion Slavici” | municipiul Arad                                           | Bd. Revoluției 103 46.1712°N 21.3157°E | 1874 Andor Halmai (arhitect)                                                                            | Alte imagini          | Raportează eroare |
| AR-II-m-B-00562 (RAN: 9271.22)                  | Biserica sârbească „Sf. Petru și Pavel”                                                                                                | municipiul Arad                                           | Piața Sârbească 1 46.1669°N 21.3118°E | 1698 - 1702, modif. 1790                                                                                | Alte imagini          | Raportează eroare |
| AR-II-m-B-00563                                 | Palatul sârbesc, azi locuințe | municipiul Arad                                           | Piața Sârbească 7-8 46.1673°N 21.3109°E | cca. 1900 Milan Tabacovici (arhitect)                                                                   |                       | Raportează eroare |
| AR-II-m-B-00564 (RAN: 9271.23)                  | Hanul „A. B. C. - ul de Aur”, azi locuințe                                                                                             | municipiul Arad                                           | Str. Sinagogei 2 46.169°N 21.3173°E | 1820 | Încarcă foto \| video | Raportează eroare |
| AR-II-m-B-00565                                 | Casă (Palatul Tabacovici) | municipiul Arad                                           | Str. Teodoroiu Ecaterina 1, Piața Catedralei 11 46.1708°N 21.3104°E | 1850 - 1875 Milan Tabacovici (arhitect)                                                                 | Alte imagini          | Raportează eroare |
| AR-II-m-B-00567                                 | Casa Beller | municipiul Arad                                           | Calea Timișorii 18 46.1558°N 21.3214°E | 1800 - 1850                                                                                             |                       | Raportează eroare |
| AR-II-m-B-00568                                 | Castelul Nopcea, azi Grupul Școlar Forestier Arad                                                                                      | municipiul Arad                                           | Calea Timișorii 29-31 46.155°N 21.3223°E | 1800 - 1850                                                                                             |                       | Raportează eroare |
| AR-II-m-B-00569 (RAN: 9271.21)                  | Fosta fabrică de bere, azi spații comerciale și birouri                                                                                | municipiul Arad                                           | Calea Timișorii 30-32 46.1546°N 21.3212°E | 1782, instalații (parțial) din 1827                                                                     |                       | Raportează eroare |
| AR-II-m-B-00570 (RAN: 9271.20)                  | Casa parohială a bisericii romano-catolice Aradu Nou                                                                                   | municipiul Arad                                           | Calea Timișorii 33 46.1543°N 21.3224°E | înc. sec. XVIII (1725)                                                                                  |                       | Raportează eroare |
| AR-II-m-B-00571                                 | Biserica romano-catolică Aradu Nou | municipiul Arad                                           | Calea Timișorii 33 46.1546°N 21.3225°E | 1812 - 1821                                                                                             |                       | Raportează eroare |
| AR-II-m-B-00572                                 | Casa „Cu Lacăt și Trunchi” | municipiul Arad                                           | Str. Tribunul Dobra 7 46.1687°N 21.3182°E | 1815 | Alte imagini          | Raportează eroare |
| AR-II-m-A-00573 (LMI92: 02B0096)                | Sinagoga neologă (de rit mozaic) | municipiul Arad                                           | Str. Tribunul Dobra 10 46.1686°N 21.3176°E | 1827 - 1834 Domokos Helm (arhitect)                                                                     | Alte imagini          | Raportează eroare |
| AR-II-m-B-00574                                 | Hanul „Boul Roșu”, azi locuințe | municipiul Arad                                           | Str. Tribunul Dobra 22 46.1677°N 21.3196°E | sec. XIX                                                                                                |                       | Raportează eroare |
| AR-II-m-B-00575                                 | Antrepozit (Antrepozitul Andrényi vechi)                                                                                               | municipiul Arad                                           | Str. Unirii 5, str. Georgescu aviator 2-6 46.1716°N 21.3174°E | sf. sec. XIX Andor Halmai (arhitect)                                                                    |                       | Raportează eroare |
| AR-II-m-B-00576                                 | Antrepozit (Antrepozitul Andrényi nou)                                                                                                 | municipiul Arad                                           | Str. Unirii 7, str. Georgescu aviator 2-6 46.1716°N 21.3176°E | sf. sec. XIX István Bogdán (arhitect)                                                                   |                       | Raportează eroare |
| AR-II-m-B-00577                                 | Casă | municipiul Arad                                           | Str. Unirii 11 46.1714°N 21.3181°E | cca. 1900 István Bogdan                                                                                 |                       | Raportează eroare |
| AR-II-m-B-00578                                 | Casă | municipiul Arad                                           | Str. Unirii 12 46.1713°N 21.318°E | cca. 1900                                                                                               |                       | Raportează eroare |
| AR-II-m-B-00579                                 | Casă | municipiul Arad                                           | Str. Unirii 13 46.1714°N 21.3182°E | cca. 1900                                                                                               |                       | Raportează eroare |
| AR-II-m-B-00580                                 | Casă (Casa Ștefan Domány) | municipiul Arad                                           | Str. Unirii 14 46.1713°N 21.3181°E | cca. 1900 Josef Steiner                                                                                 | Încarcă foto \| video | Raportează eroare |
| AR-II-m-B-00581                                 | Casă (Băile Simay, Băile comunale „Sănătatea”)                                                                                         | municipiul Arad                                           | Str. Unirii 17 46.1713°N 21.3181°E | 1890 |                       | Raportează eroare |
| AR-II-m-B-00582                                 | Clinica de pediatrie | municipiul Arad                                           | Str. Andrenyi Karoly 2-4 46.182°N 21.3095°E | cca. 1905 Milan Tabacovici (arhitect)                                                                   | Încarcă foto \| video | Raportează eroare |
| AR-II-m-B-00583                                 | Casă (Sediul Gărzii Naționale, Spitalul ORL)                                                                                           | municipiul Arad                                           | Str. Vladimirescu Tudor 3 46.1797°N 21.3174°E | cca. 1910 Milan Tabacovici (arhitect)                                                                   | Încarcă foto \| video | Raportează eroare |
| AR-II-m-B-00584                                 | Casă | municipiul Arad                                           | Str. Vladimirescu Tudor 17-19 46.1812°N 21.3187°E | 1913 | Încarcă foto \| video | Raportează eroare |
| AR-II-m-B-00585                                 | Fostă clădire administrativă a Fabricii „Astra”                                                                                        | municipiul Arad                                           | Calea Vlaicu Aurel 43 46.1906°N 21.3149°E | 1900 - 1910                                                                                             |                       | Raportează eroare |
| AR-II-m-B-00586                                 | Fosta Fabrică de spirt și drojdie „Frații Neumann”                                                                                     | municipiul Arad                                           | Calea Vlaicu Aurel 274-276 46.2017°N 21.2851°E | 1880 - 1890                                                                                             | Încarcă foto \| video | Raportează eroare |
| AR-II-m-B-00587 (RAN: 12527.01)                 | Cetatea Agrișu Mare (ruine) | sat Agrișu Mare; comuna Târnova                           | Dealul Cioaca, la 500 m V de sat | sec. XV                                                                                                 | Încarcă foto \| video | Raportează eroare |
| AR-II-m-B-00588 (RAN: 11254.01)                 | Biserică de lemn | sat Agrișu Mic; comuna Hășmaș                             | | sec. XVIII                                                                                              | Încarcă foto \| video | Raportează eroare |
| AR-II-m-B-00589 (RAN: 11085.01)                 | Biserica de lemn „Pogorârea Duhului Sfânt”                                                                                             | sat Bodești; comuna Hălmagiu                              | 48 | 1750 - 1760                                                                                             | Alte imagini          | Raportează eroare |
| AR-II-a-A-00590 (RAN: 10845.01)                 | Mănăstirea „Adormirea Maicii Domnului” Hodoș-Bodrog                                                                                    | sat Bodrogu Nou; comuna Zădăreni                          | La 1,5 km de sat 46.134°N 21.183°E | înc. sec. XV - înc. sec. XX                                                                             |                       | Raportează eroare |
| AR-II-m-A-00590.01 (RAN: 10845.01.01)           | Biserica „Intrarea în Biserică a Maicii Domnului”                                                                                      | sat Bodrogu Nou; comuna Zădăreni                          | La 1,5 km de sat 46.1337°N 21.1827°E | înc. sec. XV, renovată 1766                                                                             |                       | Raportează eroare |
| AR-II-m-B-00590.02                              | Chilii vechi | sat Bodrogu Nou; comuna Zădăreni                          | La 1,5 km de sat | sec. XVIII - XIX                                                                                        | Încarcă foto \| video | Raportează eroare |
| AR-II-m-B-00590.03                              | Chilii noi | sat Bodrogu Nou; comuna Zădăreni                          | La 1,5 km de sat | 1905 | Încarcă foto \| video | Raportează eroare |
| AR-II-m-A-00590.04                              | Turn-clopotniță | sat Bodrogu Nou; comuna Zădăreni                          | La 1,5 km de sat 46.13362°N 21.18282°E | sec. XVI                                                                                                |                       | Raportează eroare |
| AR-II-m-A-00591 (RAN: 10257.01)                 | Biserica de lemn „Sf. Mucenic Dimitrie”                                                                                                | sat Buceava-Șoimuș; comuna Brazii                         | 71B, în cimitir 46.20734°N 22.3366°E | sec. XVIII                                                                                              | Alte imagini          | Raportează eroare |
| AR-II-m-A-00592 (RAN: 11799.01)                 | Biserica de lemn „Înălțarea Domnului”                                                                                                  | sat Budești; comuna Pleșcuța                              | 17 | 1772; pictură 1860                                                                                      | Alte imagini          | Raportează eroare |
| AR-II-a-B-00593                                 | Ansamblul castelului Mocioni | sat Bulci; comuna Bata                                    | La marginea localității, la cca. 400 m de râul Mureș 46.00648°N 22.10558°E | 1850 - 1900 Mór Kallina                                                                                 |                       | Raportează eroare |
| AR-II-m-B-00593.01                              | Castelul Mocioni, azi sanatoriu TBC | sat Bulci; comuna Bata                                    | La marginea localității, la cca. 400 m de râul Mureș | 1850 - 1900                                                                                             |                       | Raportează eroare |
| AR-II-m-B-00593.02                              | Parc | sat Bulci; comuna Bata                                    | La marginea localității, la cca. 400 m de râul Mureș | 1850 - 1900                                                                                             | Încarcă foto \| video | Raportează eroare |
| AR-II-a-A-00594                                 | Ansamblul castelului Teleki | sat Căpâlnaș; comuna Birchiș                              | 245 45.97377°N 22.22467°E | 1850 - 1900 Otto Wagner                                                                                 |                       | Raportează eroare |
| AR-II-m-A-00594.01                              | Castelul Teleki | sat Căpâlnaș; comuna Birchiș                              | 245 | 1850 - 1900                                                                                             |                       | Raportează eroare |
| AR-II-m-A-00594.02                              | Parc | sat Căpâlnaș; comuna Birchiș                              | 245 | 1850 - 1900                                                                                             | Încarcă foto \| video | Raportează eroare |
| AR-II-m-B-00595 (RAN: 10569.01)                 | Biserica de lemn „Buna Vestire” | sat Ciuntești; comuna Craiva                              | 65 46.625°N 22.04°E | 1725 | Alte imagini          | Raportează eroare |
| AR-II-m-B-00596 (RAN: 10462.02)                 | Conacul Ștefan Cicio-Pop, azi școală generală                                                                                          | sat Conop; comuna Conop                                   | 1 | sf. sec. XVIII                                                                                          |                       | Raportează eroare |
| AR-II-m-A-00597 (RAN: 11682.01)                 | Biserica de lemn „Nașterea Maicii Domnului”                                                                                            | sat Corbești; comuna Petriș                               | 126, în cimitir | cca. 1800                                                                                               | Alte imagini          | Raportează eroare |
| AR-II-m-A-00598 (RAN: 10523.03)                 | Turn de biserică | sat Covăsânț; comuna Covăsânț                             | 42 A | sec. XIV                                                                                                | Încarcă foto \| video | Raportează eroare |
| AR-II-m-B-00599                                 | Biserica de lemn „Sf. Arhangheli Mihail și Gavriil”                                                                                    | sat Cristești; comuna Hălmagiu                            | 18 | 1860 | Alte imagini          | Raportează eroare |
| AR-II-m-A-00600 (RAN: 10658.02)                 | Cetatea Dezna (ruine) | sat Dezna; comuna Dezna                                   | Pe deal aflat pe malul drept al râului Moneasa, la extremitatea de NE a satului | sec. XIII-XVII                                                                                          |                       | Raportează eroare |
| AR-II-a-B-00601 (RAN: 10658.03)                 | Ansamblul bisericii „Pogorârea Duhului Sfânt”                                                                                          | sat Dezna; comuna Dezna                                   | Str. Iancu Avram 62 | sec. XVII-XIX                                                                                           | Alte imagini          | Raportează eroare |
| AR-II-m-B-00601.01 (RAN: 10658.03.01)           | Biserica „Pogorârea Duhului Sfânt” | sat Dezna; comuna Dezna                                   | Str. Iancu Avram 62 | sec. XVII                                                                                               | Alte imagini          | Raportează eroare |
| AR-II-m-B-00601.02                              | Troiță | sat Dezna; comuna Dezna                                   | Str. Iancu Avram 62 | 1827 |                       | Raportează eroare |
| AR-II-m-B-00601.03                              | Troiță | sat Dezna; comuna Dezna                                   | Str. Iancu Avram 62 | 1841 |                       | Raportează eroare |
| AR-II-a-B-00602                                 | Ansamblul castelului Kövér-Appel | sat Fântânele; comuna Fântânele                           | 116 46.12389°N 21.37976°E | 1800 - 1850                                                                                             | Încarcă foto \| video | Raportează eroare |
| AR-II-m-B-00602.01                              | Castelul Kövér-Appel | sat Fântânele; comuna Fântânele                           | 116 | 1800 - 1850                                                                                             | Încarcă foto \| video | Raportează eroare |
| AR-II-m-B-00602.02                              | Parc | sat Fântânele; comuna Fântânele                           | 116 | 1800 - 1850                                                                                             | Încarcă foto \| video | Raportează eroare |
| AR-II-m-B-00603 (RAN: 9299.01)                  | Biserica romano-catolică „Îngerul Păzitor”                                                                                             | sat Fântânele; comuna Fântânele                           | 128-129 46.1234°N 21.38443°E | 1780 | Alte imagini          | Raportează eroare |
| AR-II-m-B-00604 (RAN: 12386.01)                 | Biserica „Adormirea Maicii Domnului”                                                                                                   | sat Galșa; comuna Șiria                                   | 112 | 1746 - 1749, adăugiri 1894                                                                              |                       | Raportează eroare |
| AR-II-m-B-00605 (RAN: 10881.01)                 | Biserica „Sf. Mucenic Dimitrie” | sat Ghioroc; comuna Ghioroc                               | 19 | 1793 | Încarcă foto \| video | Raportează eroare |
| AR-II-m-B-00606                                 | Biserica de lemn „Înălțarea Domnului”                                                                                                  | sat Groși; comuna Vârfurile                               | 52, în cimitir | 1907 |                       | Raportează eroare |
| AR-II-m-A-00607                                 | Biserica de lemn „Întâmpinarea Domnului”                                                                                               | sat Groșii Noi; comuna Bârzava                            | 150, în cimitir | 1807 | Alte imagini          | Raportează eroare |
| AR-II-m-B-00610 (RAN: 11067.04)                 | Hanul „Birtul Mare” (fostă stație de poștalion)                                                                                        | sat Hălmagiu; comuna Hălmagiu                             | Str. Iancu Avram 25 | sf. sec. XVIII                                                                                          | Alte imagini          | Raportează eroare |
| AR-II-m-A-00608 (RAN: 11067.05)                 | Biserica Voievodală „Adormirea Maicii Domnului”                                                                                        | sat Hălmagiu; comuna Hălmagiu                             | Str. Iancu Avram 31 | cca. 1440, transf. sec. XVIII                                                                           | Alte imagini          | Raportează eroare |
| AR-II-m-B-00609 (RAN: 11067.03)                 | Biserica „Nașterea Născătoarei de Dumnezeu”                                                                                            | sat Hălmagiu; comuna Hălmagiu                             | Str. Iancu Avram 33A | 1760 | Alte imagini          | Raportează eroare |
| AR-II-m-B-00611 (RAN: 12867.01)                 | Biserica reformată (calvină) | sat Iermata Neagră; comuna Zerind                         | 37 | 1799 - 1801 (pe locul celei ințiale, sec. XV)                                                           | Încarcă foto \| video | Raportează eroare |
| AR-II-a-B-00612                                 | Ansamblul urban Ineu | oraș Ineu                                                 | Zona centrului, inclusiv cetatea: la N, Str. Slavici Ioan (de la intersescția cu Calea Traian până la cetate inclusiv); la S, Calea Republicii, între nr. 56 și 68; la E, pe malul opus al Crișului Alb, zona delimitată de cele două biserici și cele două clădiri (P+1) din sec. XIX (aflate de o parte și de alta a Căii Republicii, la intersecția cu DN dinspre Arad) | | Încarcă foto \| video | Raportează eroare |
| AR-II-a-A-00613 (RAN: 9547.01)                  | Cetatea Ineului | oraș Ineu                                                 | Calea Traian 2 | mijl. sec. XVII                                                                                         | Alte imagini          | Raportează eroare |
| AR-II-m-B-00614 (RAN: 11110.01)                 | Biserica de lemn „Sf. Mucenic Gheorghe”                                                                                                | sat Ionești; comuna Hălmagiu                              | 59 | 1730 | Alte imagini          | Raportează eroare |
| AR-II-m-A-00615 (RAN: 12607.01)                 | Biserica de lemn „Intrarea Maicii Domnului în Biserică”                                                                                | sat Julița; comuna Vărădia de Mureș                       | 55 | 1787 | Alte imagini          | Raportează eroare |
| AR-II-a-A-00618 (RAN: 9609.03)                  | Cetatea Șoimoș (ruine) | oraș Lipova                                               | Cartier Șoimoș; dealul „Cioaca Tăutului”, la 2 km NE de Lipova 46.09634°N 21.68339°E | sec. XIII-XV                                                                                            | Alte imagini          | Raportează eroare |
| AR-II-a-B-00619                                 | Ansamblul urban Lipova | oraș Lipova                                               | Zona cuprinsă de-a lungul Str. Bălcescu Nicolae, între nr. 1-31 și 2-28 (cu Primăria, Bazarul „Sub Dughene”, Biserica „Adormirea Maicii Domnului”) | sec. XVII (bazarul) - înc. sec. XX                                                                      | Încarcă foto \| video | Raportează eroare |
| AR-II-a-A-00620 (RAN: 9583.03)                  | Ansamblul bisericii „Adormirea Maicii Domnului”                                                                                        | oraș Lipova                                               | Str. 9 Mai 1, 2 46.0928°N 21.6985°E | sec. XIV - înc. sec. XIX                                                                                | Alte imagini          | Raportează eroare |
| AR-II-m-A-00620.01 (RAN: 9583.03.01)            | Biserica „Adormirea Maicii Domnului”                                                                                                   | oraș Lipova                                               | Str. 9 Mai 2 46.0928°N 21.6985°E | 1388, 1797, 1928; pictura cca. 1500 și sec. XVIII                                                       | Alte imagini          | Raportează eroare |
| AR-II-m-B-00620.02                              | Școala românească, azi școală generală                                                                                                 | oraș Lipova                                               | Str. 9 Mai 1 46.093°N 21.6982°E | înc. sec. XIX                                                                                           |                       | Raportează eroare |
| AR-II-m-B-00621                                 | Casa Mișici-Bocu, azi Muzeul orășenesc                                                                                                 | oraș Lipova                                               | Str. Bălcescu Nicolae 21 46.0923°N 21.695°E | 1800 - 1850, transf. 1930                                                                               |                       | Raportează eroare |
| AR-II-a-A-00616 (RAN: 9583.02)                  | Mănăstirea „Sf. Maria”-Radna | oraș Lipova                                               | Str. Iancu Avram 1, Cartier Radna, pe „Dealul Popilor” 46.099°N 21.6861°E | constr. în etape între 1722 - 1828, 1911                                                                | Alte imagini          | Raportează eroare |
| AR-II-m-A-00616.01 (RAN: 9583.02.01)            | Biserica romano-catolică „Sf. Maria”                                                                                                   | oraș Lipova                                               | Str. Iancu Avram 1, Cartier Radna, pe „Dealul Popilor” 46.0993°N 21.6862°E | 1756 - 1782                                                                                             |                       | Raportează eroare |
| AR-II-m-B-00616.02                              | Corpul de SE | oraș Lipova                                               | Str. Iancu Avram 1, Cartier Radna, pe „Dealul Popilor” 46.0989°N 21.6863°E | 1823 - 1828                                                                                             |                       | Raportează eroare |
| AR-II-m-A-00616.03 (RAN: 9583.02.03)            | Corpul de SV | oraș Lipova                                               | Str. Iancu Avram 1, Cartier Radna, pe „Dealul Popilor” 46.0988°N 21.686°E | 1722 - 1747                                                                                             |                       | Raportează eroare |
| AR-II-m-A-00616.04 (RAN: 9583.02.04)            | Corpul de NV | oraș Lipova                                               | Str. Iancu Avram 1, Cartier Radna, pe „Dealul Popilor” 46.099°N 21.6858°E | 1722 - 1747                                                                                             |                       | Raportează eroare |
| AR-II-m-A-00623 (RAN: 9583.04)                  | Bazarul „Sub dughene” (Bazarul Turcesc), azi locuințe și spații comerciale                                                             | oraș Lipova                                               | Piața Libertății 6 | sec. XVII                                                                                               | Alte imagini          | Raportează eroare |
| AR-II-m-B-00622 (RAN: 9583.05)                  | Pivnițele fostei mănăstiri minorite | oraș Lipova                                               | Str. Matei Corvin 30 | sec. XVI                                                                                                | Încarcă foto \| video | Raportează eroare |
| AR-II-m-B-00617 (RAN: 9609.04)                  | Biserica „Bunavestire” | oraș Lipova                                               | Str. Șoimoș 316, pe partea dreaptă a DN7 Arad-Deva 46.1063°N 21.7174°E | 1792 | Alte imagini          | Raportează eroare |
| AR-II-m-A-00624 (RAN: 11192.01)                 | Biserica de lemn „Sf. Mucenic Gheorghe”                                                                                                | sat Luncșoara; comuna Hălmăgel                            | La marginea satului, pe un dâmb deasupra cimitirului | 1740, mutată pe actualul amplasament în 1835                                                            | Alte imagini          | Raportează eroare |
| AR-II-m-B-00625 (RAN: 11192.02)                 | Biserica de lemn „Sf. Arhangheli” - Vișdoci                                                                                            | sat Luncșoara; comuna Hălmăgel                            | 147, lângă cimitir | sec. XVIII                                                                                              | Alte imagini          | Raportează eroare |
| AR-II-a-A-00626                                 | Ansamblul castelului Cernovici-Macea, azi sediu al Universității de Vest „Vasile Goldiș”                                               | sat Macea; comuna Macea                                   | 791-792 46.38464°N 21.31006°E | sec. XIX Ybl Miklós                                                                                     | Alte imagini          | Raportează eroare |
| AR-II-m-A-00626.01                              | Castelul Cernovici | sat Macea; comuna Macea                                   | 791, în centrul localității 46.3844°N 21.3101°E | 1800 - 1850 - aripa stângă, cu două turnuri; 1850-1900 - aripa dreaptă                                  |                       | Raportează eroare |
| AR-II-m-B-00626.02                              | Clădiri anexe | sat Macea; comuna Macea                                   | 791, în centrul localității | 1850 - 1900                                                                                             | Încarcă foto \| video | Raportează eroare |
| AR-II-m-A-00626.04                              | Bazin de înot | sat Macea; comuna Macea                                   | 791, în centrul localității | 1851 - 1900                                                                                             |                       | Raportează eroare |
| AR-II-m-A-00626.03                              | Grădină cu sere | sat Macea; comuna Macea                                   | 792, în centrul localității | 1851 - 1900                                                                                             | Încarcă foto \| video | Raportează eroare |
| AR-II-m-A-00626.05                              | Parc (rezervație dendrologică) | sat Macea; comuna Macea                                   | 792, în centrul localității | 1850 - 1900                                                                                             | Încarcă foto \| video | Raportează eroare |
| AR-II-m-B-00627                                 | Biserica de lemn „Sf. Mucenic Gheorghe”                                                                                                | sat Mădrigești; comuna Brazii                             | 19 | 1804 | Alte imagini          | Raportează eroare |
| AR-II-m-B-00628 (RAN: 12395.01)                 | Biserica „Adormirea Maicii Domnului”                                                                                                   | sat Mâsca; comuna Șiria                                   | 261 | 1723, modif. 1879, 1906, 1932                                                                           |                       | Raportează eroare |
| AR-II-m-B-00629 (RAN: 10499.01)                 | Exploatarea minieră „Zidurile de la Tău” (ruine)                                                                                       | sat Milova; comuna Conop                                  | La N de localitate, pe malul râului Milovița | 1800 | Încarcă foto \| video | Raportează eroare |
| AR-II-a-B-00630                                 | Ansamblul castelului Solymosy, azi spital de psihiatrie                                                                                | sat aparținător Mocrea; oraș Ineu                         | 1A 46.39645°N 21.8133°E | sec. XIX                                                                                                |                       | Raportează eroare |
| AR-II-m-B-00630.01                              | Castelul Solymosy | sat aparținător Mocrea; oraș Ineu                         | 1A | 1834 |                       | Raportează eroare |
| AR-II-m-B-00630.02                              | Parc | sat aparținător Mocrea; oraș Ineu                         | 1A | mijl. sec. XIX                                                                                          | Încarcă foto \| video | Raportează eroare |
| AR-II-m-B-00631                                 | Cuptorul de topit fier (ruine) | sat Moneasa; comuna Moneasa                               | La 500 m E de podul peste pârâul Moneasa | mijl. sec. XIX                                                                                          | Încarcă foto \| video | Raportează eroare |
| AR-II-a-A-00632 (RAN: 11968.02)                 | Mănăstirea sârbească Bezdin | sat Munar; comuna Secusigiu                               | 229, la 5 km NE de sat 46.13985°N 21.02702°E | sec. XVIII - înc. sec. XIX                                                                              | Alte imagini          | Raportează eroare |
| AR-II-m-A-00632.01                              | Biserica „Adormirea Maicii Domnului”                                                                                                   | sat Munar; comuna Secusigiu                               | 229, la 5 km NE de sat | sec. XVIII                                                                                              |                       | Raportează eroare |
| AR-II-m-A-00632.02                              | Incintă cu chilii | sat Munar; comuna Secusigiu                               | 229, la 5 km NE de sat | 1750 - 1800                                                                                             |                       | Raportează eroare |
| AR-II-a-B-00633                                 | Ansamblul urban Nădlac | oraș Nădlac                                               | Zona din jurul Bisericii evanghelice slovace, inclusiv fronturile adiacente, și anume - la S: școala slovacă; la V: școala generală; la N: de la Biserica romano-catolică până la clădirea liceului; la E: construcțiile situate la intersecția cu DN | | Încarcă foto \| video | Raportează eroare |
| AR-II-a-B-00634                                 | Ansamblul bisericii „Sf. Ierarh Nicolae”                                                                                               | oraș Nădlac                                               | Str. Lucaciu Vasile 12 46.1615°N 20.7473°E | sec. XIX                                                                                                | Alte imagini          | Raportează eroare |
| AR-II-m-B-00634.01                              | Biserica „Sf. Ierarh Nicolae” | oraș Nădlac                                               | Str. Lucaciu Vasile 12 46.1615°N 20.7473°E | 1822 - 1829 Francisc Schwab (constructor), Ioan Zaicu (pictor), Nestor, Iosif, Iuliu Bosioc (sculptori) | Alte imagini          | Raportează eroare |
| AR-II-m-B-00634.02                              | Incintă cu gard de fier forjat | oraș Nădlac                                               | Str. Lucaciu Vasile 12 | 1882 | Alte imagini          | Raportează eroare |
| AR-II-m-B-00635                                 | Biserica slovacă evanghelică | oraș Nădlac                                               | Piața Unirii 5 46.1682°N 20.75219°E | 1812 - 1822; turnul 1895                                                                                | Alte imagini          | Raportează eroare |
| AR-II-a-A-00636 (RAN: 12803.01)                 | Ansamblul bisericii romano-catolice | sat Neudorf; comuna Zăbrani                               | În centrul localității 46.069°N 21.6184°E | 1771 - 1841                                                                                             |                       | Raportează eroare |
| AR-II-m-A-00636.01 (RAN: 12803.01.01)           | Biserica romano-catolică | sat Neudorf; comuna Zăbrani                               | În centrul localității 46.069°N 21.6184°E | 1771; cavou din 1809                                                                                    |                       | Raportează eroare |
| AR-II-a-B-00637                                 | Ansamblul castelului Konopi | sat Odvoș; comuna Conop                                   | 1 46.10925°N 21.81433°E | 1650 - 1700 - sec. XIX                                                                                  | Alte imagini          | Raportează eroare |
| AR-II-m-B-00637.01 (RAN: 10505.01)              | Castelul Konopi | sat Odvoș; comuna Conop                                   | 1 46.10925°N 21.81433°E | 1650 - 1700, transf. după 1800                                                                          |                       | Raportează eroare |
| AR-II-m-B-00637.02                              | Parc | sat Odvoș; comuna Conop                                   | 1 | sec. XIX                                                                                                |                       | Raportează eroare |
| AR-II-a-B-00638                                 | Ansamblul urban Pâncota | oraș Pâncota                                              | Zona cuprinsă între Hanul (vechi) de poștă șicastelul Schulkovschy, de-a lungul Str. Vladimirescu Tudor | sec. XVIII (hanul) - înc. sec. XX                                                                       | Încarcă foto \| video | Raportează eroare |
| AR-II-m-A-00639                                 | Palatul Schulkovschy, azi sediul Consiliului Localalorașului                                                                           | oraș Pâncota                                              | Str. Vladimirescu Tudor 68 46.32412°N 21.68749°E | 1825 - 1850                                                                                             | Alte imagini          | Raportează eroare |
| AR-II-m-B-00640 (RAN: 9663.04)                  | Hanul de poștă, azi birouri și spații comerciale                                                                                       | oraș Pâncota                                              | Str. Vladimirescu Tudor 69 | sec. XVIII                                                                                              | Încarcă foto \| video | Raportează eroare |
| AR-II-a-B-00641                                 | Ansamblul urban Pecica | oraș Pecica                                               | Zona din jurul Bisericii romano-catolice și fronturile înconjurătoare | 1850 - 1900                                                                                             |                       | Raportează eroare |
| AR-II-m-B-21119                                 | Biserica Ortodoxă Română „Sfinții Trei Ierarhi“                                                                                        | oraș Pecica                                               | | | Încarcă foto \| video | Raportează eroare |
| AR-II-m-B-21120                                 | Biserica romano-catolică Preasfânta Treime                                                                                             | oraș Pecica                                               | | | Alte imagini          | Raportează eroare |
| AR-II-a-A-00642                                 | Ansamblul castelului Salbek | sat Petriș; comuna Petriș                                 | 83 46.04389°N 22.3914°E | 1800 - 1850                                                                                             | Alte imagini          | Raportează eroare |
| AR-II-m-A-00642.01                              | Castelul Salbek | sat Petriș; comuna Petriș                                 | 83 46.0439°N 22.3914°E | 1800 - 1850                                                                                             |                       | Raportează eroare |
| AR-II-m-A-00642.02                              | Parc | sat Petriș; comuna Petriș                                 | 83 | 1802 - 1850                                                                                             |                       | Raportează eroare |
| AR-II-m-A-00643 (RAN: 12750.01)                 | Biserica de lemn „Nașterea Maicii Domnului”                                                                                            | sat Poiana; comuna Vârfurile                              | 50, în cimitir | 1751 | Alte imagini          | Raportează eroare |
| AR-II-m-B-00644                                 | Biserica de lemn „Sf. Mucenic Dimitrie”                                                                                                | sat Roșia Nouă; comuna Petriș                             | 97 | 1809 | Alte imagini          | Raportează eroare |
| AR-II-m-B-00645 (RAN: 11986.02)                 | Biserica romano-catolică „Sf. Petru și Pavel”                                                                                          | sat Sânpetru German; comuna Secusigiu                     | f.n., în centrul satului | 1774 |                       | Raportează eroare |
| AR-II-m-B-00646 (RAN: 12108.04)                 | Clădirea „Convict”-ului, azi azil | oraș Sântana                                              | Str. Muncii 58 | 1750 | Încarcă foto \| video | Raportează eroare |
| AR-II-m-B-00647 (RAN: 12108.05)                 | Urbarialhaus (Casa urbarială) | oraș Sântana                                              | Str. Muncii 60 | 1749 |                       | Raportează eroare |
| AR-II-m-B-00648                                 | Casa Waldstein, azi Biblioteca Orășenească                                                                                             | oraș Sebiș                                                | Str. Parcul Libertății 1 | 1814 | Încarcă foto \| video | Raportează eroare |
| AR-II-m-A-00649 (RAN: 12000.01)                 | Podul Turcesc | sat Seleuș; comuna Seleuș                                 | Peste râul Cigherului, spre N, pe DN Arad-Brad | sec. XVII                                                                                               | Încarcă foto \| video | Raportează eroare |
| AR-II-m-B-20178 (RAN: 12135.04)                 | Biserica „Buna Vestire” | sat Socodor; comuna Socodor                               | 332 | 1768 | Încarcă foto \| video | Raportează eroare |
| AR-II-a-A-00650 (RAN: 12377.04)                 | Cetatea Șiria (ruine) | sat Șiria; comuna Șiria                                   | La 2 km E de localitate, pe dealul ce domină drumul spre releul TV | sec. XIII - XVIII                                                                                       | Alte imagini          | Raportează eroare |
| AR-II-m-A-00651                                 | Castelul Bohuș, azi Muzeul memorial Ioan Slavici                                                                                       | sat Șiria; comuna Șiria                                   | Str. Regimentul 85 Infanterie 162 46.26672°N 21.63699°E | 1838 |                       | Raportează eroare |
| AR-II-m-B-00652 (RAN: 12377.05)                 | Biserica „Sf. Arhangheli Mihail si Gavril”                                                                                             | sat Șiria; comuna Șiria                                   | Str. Rusu-Șirianu Ion 167 | 1700 - 1750, turn 1769                                                                                  |                       | Raportează eroare |
| AR-II-a-B-00653                                 | Ansamblul castelului Purgly | sat Șofronea; comuna Șofronea                             | La 2 km V de localitate 46.27769°N 21.28886°E | sf. sec. XIX                                                                                            | Alte imagini          | Raportează eroare |
| AR-II-m-B-00653.01                              | Castelul Purgly | sat Șofronea; comuna Șofronea                             | La 2 km V de localitate | 1889 | Alte imagini          | Raportează eroare |
| AR-II-m-B-00653.02                              | Parc | sat Șofronea; comuna Șofronea                             | La 2 km V de localitate | 1889 | Încarcă foto \| video | Raportează eroare |
| AR-II-m-B-00653.03                              | Anexe gospodărești | sat Șofronea; comuna Șofronea                             | La 2 km V de localitate | sf. sec. XIX                                                                                            | Încarcă foto \| video | Raportează eroare |
| AR-II-m-A-00654 (RAN: 11156.01)                 | Biserica de lemn „Sf. Apostoli Petru și Pavel”                                                                                         | sat Tisa; comuna Hălmagiu                                 | 34, în cimitirul vechi | 1770 | Alte imagini          | Raportează eroare |
| AR-II-m-A-00655 (RAN: 11922.02)                 | Biserica de lemn „Sf. Trei Ierarhi” | sat Troaș; comuna Săvârșin                                | 100 46.0905°N 22.2951°E | 1782 | Alte imagini          | Raportează eroare |
| AR-II-m-A-00656 (RAN: 11165.01)                 | Biserica de lemn „Sf. Arhangheli Mihail și Gavriil”                                                                                    | sat Țărmure; comuna Hălmagiu                              | 62 | 1780 | Alte imagini          | Raportează eroare |
| AR-II-m-B-00657 (RAN: 11450.01)                 | Biserica reformată (presbiteriană) | sat Vânători; comuna Mișca                                | f.n., în centrul satului | sec. XIII, modificări ulterioare, turn 1768                                                             | Încarcă foto \| video | Raportează eroare |
| AR-II-m-B-00658 (RAN: 12769.01)                 | Biserica de lemn „Sf. Cosma și Damian”                                                                                                 | sat Vidra; comuna Vârfurile                               | 125 | 1784 | Alte imagini          | Raportează eroare |
| AR-II-m-B-00659                                 | Biserica romano-catolică | sat Vinga; comuna Vinga                                   | 87 46.009°N 21.2004°E | 1892 Eduard Reiter                                                                                      | Alte imagini          | Raportează eroare |
| AR-II-a-A-00660                                 | Ansamblul rural Zăbrani | sat Zăbrani; comuna Zăbrani                               | Fronturile de o parte și de alta ale DN682, porțiunea dintre cele două biserici 46.074°N 21.567°E | sec. XIX                                                                                                |                       | Raportează eroare |
| AR-II-m-B-00661                                 | Cuptorul de topit fier „Jumelt” (ruine)                                                                                                | sat Zimbru; comuna Gurahonț                               | Pe valea Răului, la 3 km de sat, lângă cabana forestieră | mijl. sec. XIX                                                                                          | Încarcă foto \| video | Raportează eroare |
| AR-III-m-B-00662                                | Crucea martirilor (închinată preoților martiri din perioada noiembrie 1918 - primăvara 1919)                                           | municipiul Arad                                           | Parcul Mihai Eminescu 46.17502°N 21.32053°E | 1936 Silvestru Răfiroiu (arhitect)                                                                      |                       | Raportează eroare |
| AR-III-m-B-00663                                | Monumentul celor 13 generali, executați în anul 1849                                                                                   | municipiul Arad                                           | Piața 13 Martiri, Cartier Subcetate | 1881 |                       | Raportează eroare |
| AR-III-m-B-00664                                | Bustul profesorului Theodor Ceontea | municipiul Arad                                           | Str. Academia Teologică 11-13, Str. Tekelia Sava 14, în curtea Seminarului teologic liceal | 1912 |                       | Raportează eroare |
| AR-III-a-B-21095                                | Ansamblul Parcul „Reconcilierii româno-maghiare”                                                                                       | municipiul Arad                                           | str. Calvin Ioan | |                       | Raportează eroare |
| AR-III-m-B-21095.01                             | Parcul „Reconcilierii româno-maghiare”                                                                                                 | municipiul Arad                                           | str. Calvin Ioan | |                       | Raportează eroare |
| AR-III-m-B-21095.02                             | Statuia Libertății | municipiul Arad                                           | str. Calvin Ioan 46.17098°N 21.30887°E | 1890 Adolf Huszár (sculptor)                                                                            | Alte imagini          | Raportează eroare |
| AR-III-m-B-00665                                | Bustul lui George Coșbuc | municipiul Arad                                           | Piața Enescu George, în fața Palatului Cultural 46.17437°N 21.32026°E | 1929 Gheorghe Groza (sculptor)                                                                          |                       | Raportează eroare |
| AR-III-m-B-00666                                | Bustul lui Petru Pipoș | municipiul Arad                                           | Piața Enescu George, în fața Palatului Cultural 46.1745°N 21.32043°E | 1937 |                       | Raportează eroare |
| AR-III-m-B-00667                                | Bustul lui Gh. Popa de Teiuș | municipiul Arad                                           | Piața Enescu George, în fața Palatului Cultural 46.17446°N 21.32052°E | 1938 Radu Moga Mânzat (sculptor)                                                                        |                       | Raportează eroare |
| AR-III-m-B-00668                                | Bustul lui Ioan Rusu-Șirianu | municipiul Arad                                           | Piața Enescu George, în fața Palatului Cultural | 1938 Radu Moga Mânzat                                                                                   |                       | Raportează eroare |
| AR-III-m-B-00669                                | Bustul lui Mircea V. Stănescu | municipiul Arad                                           | Piața Enescu George, în fața Palatului Cultural | 1938 Radu Moga Mânzat                                                                                   |                       | Raportează eroare |
| AR-III-m-B-00670                                | Bustul lui A. D. Xenopol | municipiul Arad                                           | Piața Enescu George, în fața Palatului Cultural 46.17434°N 21.32018°E | 1929 Gheorghe Groza                                                                                     |                       | Raportează eroare |
| AR-III-m-A-00671                                | Statuia Sfântului Ioan Nepomuk (Copie, originalul e la catedrala catolică)                                                             | municipiul Arad                                           | Str. Episcopiei, la intersecția cu str. Desseanu 46.17309°N 21.30955°E | 1729 (din 1870, pe actualul amplasament)                                                                | Alte imagini          | Raportează eroare |
| AR-III-m-B-00672                                | Statuia Sfântului Florian | municipiul Arad                                           | Str. Guttenbrunn Adam 135 46.14759°N 21.32911°E | 1869 necunoscut (sculptor)                                                                              | Încarcă foto \| video | Raportează eroare |
| AR-III-m-B-00673                                | Monumentul lui Avram Iancu | sat Hălmagiu; comuna Hălmagiu                             | Str. Vălicuței f.n., în parcul din centrul localității | 1974 |                       | Raportează eroare |
| AR-III-m-B-00674                                | Monumentul Eroilor neamului | sat Hălmagiu; comuna Hălmagiu                             | Str. Vălicuței f.n., în centrul localității | 1933 Silvestru Răfiroiu                                                                                 |                       | Raportează eroare |
| AR-III-m-A-00675                                | Monumentul Eroilor de la Păuliș | sat Păuliș; comuna Păuliș                                 | Pe câmpia din fața localității, lângă DN Arad-Deva 46.12938°N 21.55878°E | 1974 Miloș Cristea (arhitect), Emil Vitroel (sculptor), Ionel Muntean (sculptor)                        |                       | Raportează eroare |
| AR-III-m-B-00676                                | Statuia Sfântului Petru | sat Sânpetru German; comuna Secusigiu                     | f.n., în piața centrală, de lângă biserica catolică | 1816 | Încarcă foto \| video | Raportează eroare |
| AR-III-m-B-00677                                | Bustul lui Mihai Eminescu | sat Șiria; comuna Șiria                                   | În fața Muzeului memorial Ioan Slavici | cca. 1960                                                                                               | Încarcă foto \| video | Raportează eroare |
| AR-III-m-B-00678                                | Bustul lui Ioan Slavici | sat Șiria; comuna Șiria                                   | În fața Muzeului memorial Ioan Slavici | 1967 | Încarcă foto \| video | Raportează eroare |
| AR-III-m-B-00679                                | Statuia baronesei Antonia Bohuș | sat Șiria; comuna Șiria                                   | În fața Muzeului memorial Ioan Slavici | 1910 | Încarcă foto \| video | Raportează eroare |
| AR-III-m-B-00680                                | Bustul lui Ioan Rusu-Șirianu | sat Șiria; comuna Șiria                                   | În fața Muzeului memorial Ioan Slavici | 1912 | Încarcă foto \| video | Raportează eroare |
| AR-IV-m-B-00681                                 | Mormântul Elenei Ghiba Birta | municipiul Arad                                           | Cimitirul Eternitatea | 1904 |                       | Raportează eroare |
| AR-IV-m-B-00682                                 | Mormântul lui Vasile Goldiș și Elenei Goldiș                                                                                           | municipiul Arad                                           | Cimitirul Eternitatea | 1934 Silvestru Răfiroiu                                                                                 | Încarcă foto \| video | Raportează eroare |
| AR-IV-m-B-00683                                 | Mormântul lui Ioan și Coriolan Petranu                                                                                                 | municipiul Arad                                           | Cimitirul Eternitatea | a doua jum. a sec. XX                                                                                   | Încarcă foto \| video | Raportează eroare |
| AR-IV-m-B-00684                                 | Mormântul lui Ioan Popovici Desseanu                                                                                                   | municipiul Arad                                           | Cimitirul Eternitatea | înc. sec. XX                                                                                            | Încarcă foto \| video | Raportează eroare |
| AR-IV-m-B-00685                                 | Bustul rabinului Chorin Aron | municipiul Arad                                           | Cimitirul evreiesc, Cartier Grădiște | 1846; amplasat în 1851                                                                                  | Încarcă foto \| video | Raportează eroare |
| AR-IV-m-B-00686                                 | Fostul sediu al Asociației Generale a Muncitorilor, azi locuințe și sedii comerciale                                                   | municipiul Arad                                           | Piața Catedralei 1, Str. Barițiu G. 37 46.17°N 21.3117°E | 1850 – 1900                                                                                             |                       | Raportează eroare |
| AR-IV-m-B-00687                                 | Casa Ștefan Cicio-Pop (sediul Consiliului Național Român Central), azi locuință                                                        | municipiul Arad                                           | Str. Cicio-Pop Ștefan 3 46.1738°N 21.3118°E | înc. sec. XX Milan Tabacovici (arhitect)                                                                |                       | Raportează eroare |
| AR-IV-m-B-00688                                 | Casa Vasile Goldiș (ulterior sediul ziarului „Românul”)                                                                                | municipiul Arad                                           | Str. Goldiș Vasile 6 46.1713°N 21.3137°E | 1910 | Încarcă foto \| video | Raportează eroare |
| AR-IV-m-B-00689                                 | Fostul sediu al „Căminului Muncitorului”, azi cabinete și laboratoare medicale                                                         | municipiul Arad                                           | Str. Paris 2 46.1671°N 21.3221°E | 1913 Sándor Reisinger, Zsigmond Fodor                                                                   | Încarcă foto \| video | Raportează eroare |
| AR-IV-m-B-00690                                 | Casa Tóth Árpád | municipiul Arad                                           | Str. Rațiu Ioan, doctor 23 46.18025°N 21.30555°E | mijl. sec. XIX, modif. înc. sec. XX                                                                     | Încarcă foto \| video | Raportează eroare |
| AR-IV-m-B-00691                                 | Fostul sediu al Comandamentului Gărzilor Naționale Române (noiembrie-decembrie 1918), azi spital                                       | municipiul Arad                                           | Str. Vladimirescu Tudor 1, Piața Mihai Viteazul 11-12 | înc. sec. XX                                                                                            | Încarcă foto \| video | Raportează eroare |
| AR-IV-m-B-00692                                 | Casa Sava Tekelya | sat Cuvin; comuna Ghioroc                                 | Str. Principală 14 | 1810 | Încarcă foto \| video | Raportează eroare |
| AR-IV-m-B-00693                                 | Troița Eroilor | sat Hălmagiu; comuna Hălmagiu                             | Str. Calea Moților f.n., „Valea Băneștilor” 46.27342°N 22.59706°E | 1934 | Încarcă foto \| video | Raportează eroare |
| AR-IV-m-B-00694                                 | Troița lui Ioan Buteanu | fostul sat Iosășel; actuală stradă a localității Gurahonț | La intrare pe strada Iosășel, după trecerea podului peste râul Crișul Alb 46.27771°N 22.34249°E | 1934 |                       | Raportează eroare |
| AR-IV-m-B-00695                                 | Piatră de hotar | sat Munar; comuna Secusigiu                               | „La Cetate”, în apropierea Mănăstirii Sârbe Bezdin, peste râul Mureș | 1741 | Încarcă foto \| video | Raportează eroare |
| AR-IV-m-B-00696                                 | Piatră de hotar | sat Munar; comuna Secusigiu                               | În incinta Mănăstirii sârbe Bezdin | 1746 | Încarcă foto \| video | Raportează eroare |
| AR-IV-m-B-00636.02                              | Troiță | sat Neudorf; comuna Zăbrani                               | În centrul localității; lângă biserica romano-catolică, pe latura de N | 1841 | Încarcă foto \| video | Raportează eroare |
| AR-IV-m-B-00698                                 | Mormântul compozitorului Emil Monția                                                                                                   | sat Șiria; comuna Șiria                                   | Cimitirul Bisericii ortodoxe | cca. 1965                                                                                               | Încarcă foto \| video | Raportează eroare |